# ルイ14世 (フランス王)
ルイ14世（仏: Louis XIV、1638年9月5日 - 1715年9月1日）は、ブルボン朝第3代のフランス国王（在位: 1643年5月14日 - 1715年9月1日）である。ナバラ王国国王としてはルイス3世（バスク語: Luis III.a）である。
ルイ13世の長子であり、妃はスペイン国王であるフェリペ4世の娘マリー・テレーズ・ドートリッシュである。王朝の最盛期を築き、ルイ大王 (Louis le Grand) 、太陽王 (le Roi Soleil) と呼ばれた。

## 概要
父王ルイ13世の崩御により、4歳で即位し、宰相ジュール・マザランの補佐を得てフロンドの乱を鎮圧した。1661年に親政を開始するとジャン＝バティスト・コルベールを登用して中央集権と重商主義政策を推進した。対外戦争を積極的に行い、帰属戦争、仏蘭戦争で領土を拡張して権威を高めると、ジャック＝ベニーニュ・ボシュエの唱える王権神授説・ガリカニスムを掲げ、絶対君主制を確立した。さらにミディ運河とヴェルサイユ宮殿を建設した。治世後半のアウクスブルク同盟戦争、スペイン継承戦争では苦戦し、晩年には莫大な戦費調達と放漫財政によりフランスは深刻な財政難に陥った。
72年もの在位期間はフランス史上最長であり、18世紀の啓蒙主義思想家ヴォルテールはルイ14世の治世を「大世紀」（グラン・シエクル Grand Siècle）と称えている。また、「中世以後の国家元首として最長の在位期間を持つ人物」としてギネス世界記録にも認定されている。
また、メヌエットを宮廷舞踊に取り入れ、メヌエットを最初に踊った人と言われ、その時、太陽神アポロンに変装して踊った姿から「太陽王」という諢名がついたとも言われる。

## 生涯

### 出生と即位
ブルボン家はカペー朝のルイ9世の血統の有力家門であり、ルイ14世の曾祖父に当たるアントワーヌ・ド・ブルボンがナバラ女王ジャンヌ・ダルブレと結婚したことでブルボン家はナバラ王位と結びつく。ジャンヌ・ダルブレが熱心なプロテスタントであったことから、その子のアンリ・ド・ブルボンはフランス宗教戦争（ユグノー戦争）におけるユグノー（フランスのプロテスタント）陣営の盟主となる。1589年にアンリ3世が暗殺されたことによってヴァロワ朝が断絶すると筆頭王位継承権者だったナバラ王アンリ（アンリ・ド・ブルボン）が即位し、新たにブルボン朝が開かれた（アンリ4世）。アンリ4世はカトリックに改宗して国内の支持を固め、その一方でナント勅令を出してプロテスタント信仰の自由を（制限付きながら）認め、長期にわたる内戦を終わらせた。1610年にアンリ4世が暗殺されると嫡男のルイ13世が即位した。ルイ13世は有能なリシュリュー枢機卿を宰相に起用し、フランスにおける絶対王権の基礎を固めた。

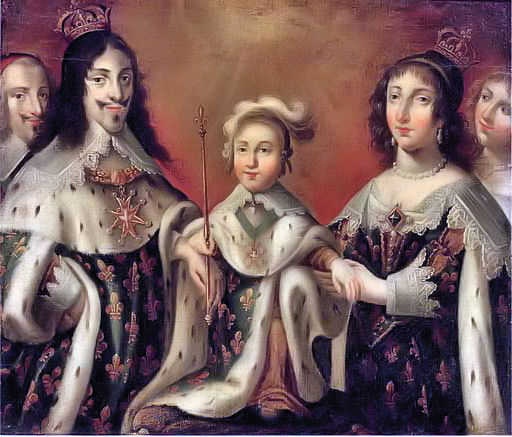
左からリシュリュー枢機卿、父ルイ13世、幼少のルイ14世、母アンヌ・ドートリッシュ。

1638年9月5日にルイ14世がサン＝ジェルマン＝アン＝レーで生まれた時、ブルボン王家の男子はルイ13世の弟オルレアン公ジャン・バティスト・ガストンのみであり、ブルボン家はルイ14世の誕生で辛うじて命脈をつないだ。両親であるルイ13世と王妃アンヌ・ドートリッシュは不仲で23年間子が生まれることがなかったため、国王も国民も待望の王位継承者の誕生を大いに祝福した。一方で、この子の本当の父親はルイ13世ではないと一部で様々な噂も広まった（詳細は「#出生を巡る俗説」参照）。
ルイ14世は多彩な文化的背景の生まれで、父方の祖父母はアンリ4世とフィレンツェ出身のマリー・ド・メディシス、母方の祖父母はスペイン王のフェリペ3世とオーストリア出身のマルガレーテ・フォン・エスターライヒである。彼は「ルイ・デュードネ」（Louis-Dieudonné、神の賜物の意）の洗礼名を授かった。そして、「フランスの長男」(premier fils de France) 及び、より伝統的なドーファン（王太子）の称号を受けた。

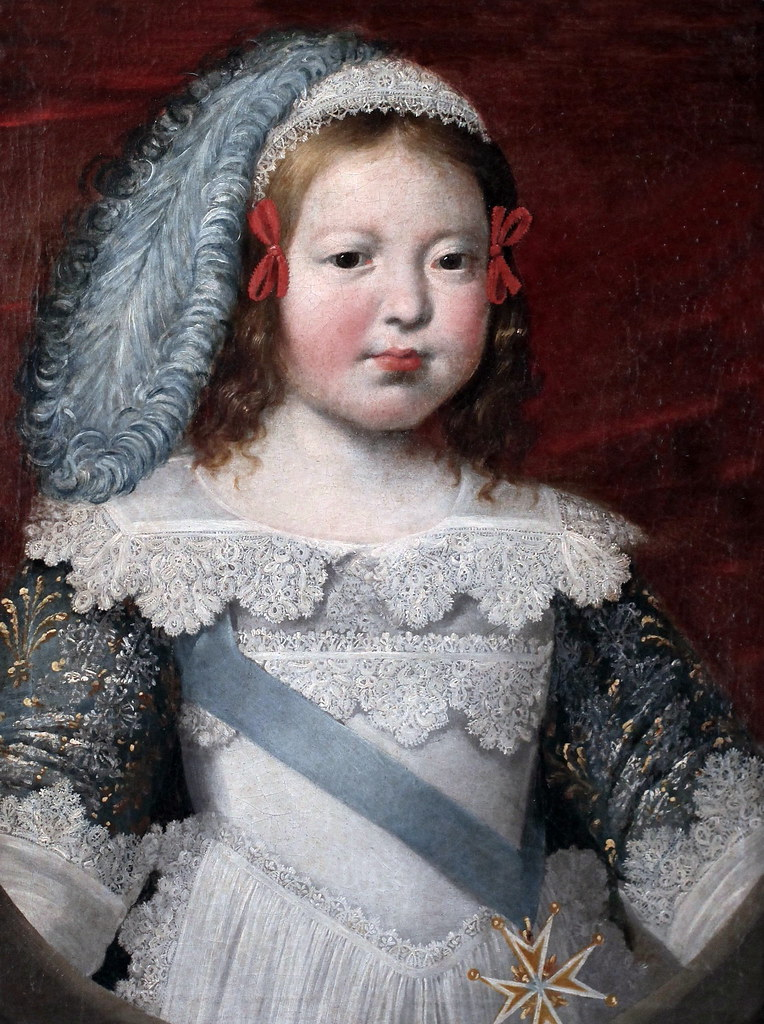
幼少期のルイ

ルイ13世とアンヌは1640年にもう一人の男子フィリップをもうけている。だが、ルイ13世は王妃を信用しておらず、自らの崩御後に王妃が国政に影響力を持つことを防ごうとして、摂政諮問会議の設置を遺言した。1643年5月13日にルイ13世が41歳で崩御すると、僅か4歳のルイ14世が即位して母后アンヌが摂政となった。だが、摂政アンヌとマザランはパリ高等法院の支持を受け、ルイ13世の遺言を破棄して摂政諮問会議を廃止してしまう。アンヌはマザランを摂政会議の座長（実質的な宰相）に抜擢して全権を委ねた。マザランは有能な政治家ではあったが、一方で貪欲なまでに私財を蓄える癖があり、財政逼迫によって苦しめられていたフランスの民衆も貴族もスペイン人の摂政太后とイタリア人（フランスに帰化はしていた）の枢機卿を憎んでいた。

### マザラン枢機卿の執政とフロンドの乱

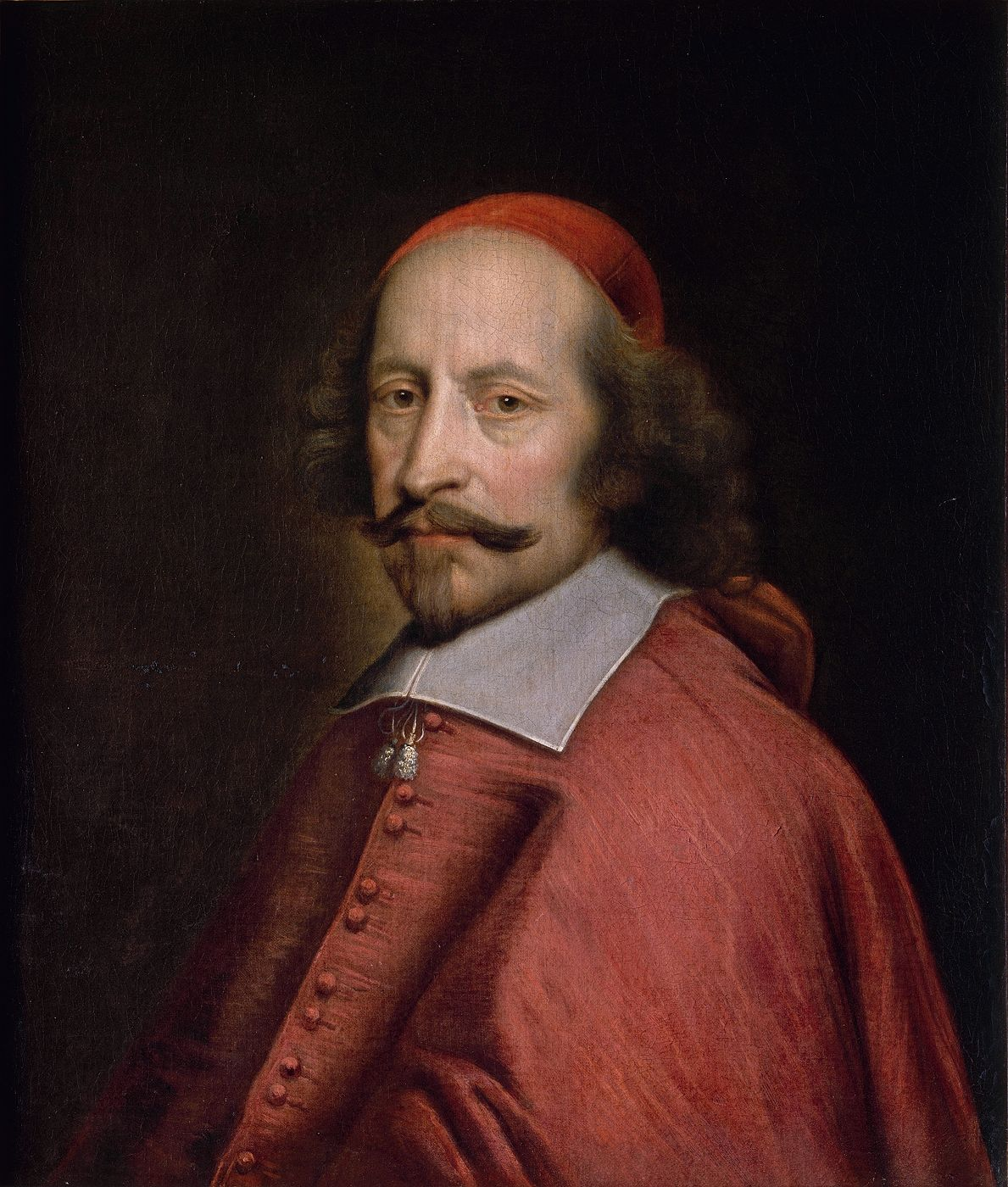
ジュール・マザラン
Pierre Louis Bouchart画

ルイ14世が即位した当時のフランスは、先王ルイ13世と宰相リシュリュー枢機卿によって大貴族とユグノー勢力を抑制して国王集権化が進められており、また対外的には三十年戦争に介入してハプスブルク家の神聖ローマ皇帝及びスペインと戦っていた。
摂政アンヌから宰相に任じられたマザランはリシュリューの腹心だった人物で、前任者の中央集権化政策を引き継ぎ、貴族を抑制して国王の権力を強化しようと図っていた。また対ハプスブルク家政策としての三十年戦争への介入も続けた。有能なコンデ公ルイ2世やテュレンヌ子爵に率いられたフランス軍は戦況を有利に展開させ、マザランは終戦交渉に入る。マザランの外交手腕によりフランスはアルザス地方を獲得し、神聖ローマ帝国の分裂を決定づけ、ハプスブルク家の勢力の弱体化に成功することになる。だが一方でその戦費も莫大なものとなり、重税が課され民衆の不満が高まっていた。
和平交渉が大詰めとなった1648年にフロンドの乱が勃発する。7月、政府が新税の導入を図ると、これに反対するパリ高等法院が他の高等諸院と合同してアンタンダン（地方監察官）の廃止を含む27カ条の要求書を出した。マザランは一旦は譲歩の姿勢を示すが、8月に入ると首謀者を逮捕する。これに反発したパリの民衆がバリケードを築き蜂起した。パリ高等法院の法服貴族と民衆が結びついてパリは無政府状態に陥り、ルイ14世と摂政アンヌはパリを脱出する。それから程なくしてヴェストファーレン条約が締結されて三十年戦争が終結すると、コンデ公率いるフランス軍が国王を助けるために帰還した。1649年1月にコンデ公はパリを包囲する。3月にリュイユ和議が締結され、乱はひとまず収まった（高等法院のフロンド）。
王室はパリに戻ったが、乱平定の功績者コンデ公とマザランが対立して貴族のフロンドが勃発する。マザランに対する貴族と民衆の不満から反乱軍の勢力は強く、マザランは一時亡命を余儀なくされ、ルイ14世は再びパリから逃れざるを得なくなった。パリに入城したコンデ公が優位に立つが、1652年に満13歳を迎えたルイ14世が成人を宣言するとパリ高等法院は王権側に付き、コンデ公はパリからの退去を余儀なくされてフロンドは分裂した。1652年に優位に立った王太后がマザランをフランスに呼び戻すと高等法院は再び王権に背き、コンデ公がパリに舞い戻った。だが、コンデ公はパリ市民の支持を受けられず、混乱の長期化に疲弊したフロンド派が相次いで脱落し、1653年にコンデ公はスペイン領ネーデルラントへ亡命し、ルイ14世はパリへ帰還して乱は終結した。
マザランは乱中の譲歩を次々と撤回して、高等法院を抑え込みにかかり、伝統的な帯剣貴族たちによる全国三部会開催要求も無視した。この頃の出来事として、17歳のルイ14世が狩猟の帰りに乱の根源となっていたパリ高等法院に立ち寄り、法服貴族たちを高飛車に恫喝して有名な「朕は国家なり」(L'État, c'est moi) の科白を言い放ったというエピソードがヴォルテールの『ルイ14世の時代』に記述されている。ルイ14世を象徴する有名な言葉ではあるが、現代の研究では実際にルイ14世が発した言葉ではなく創作であると考えられている。

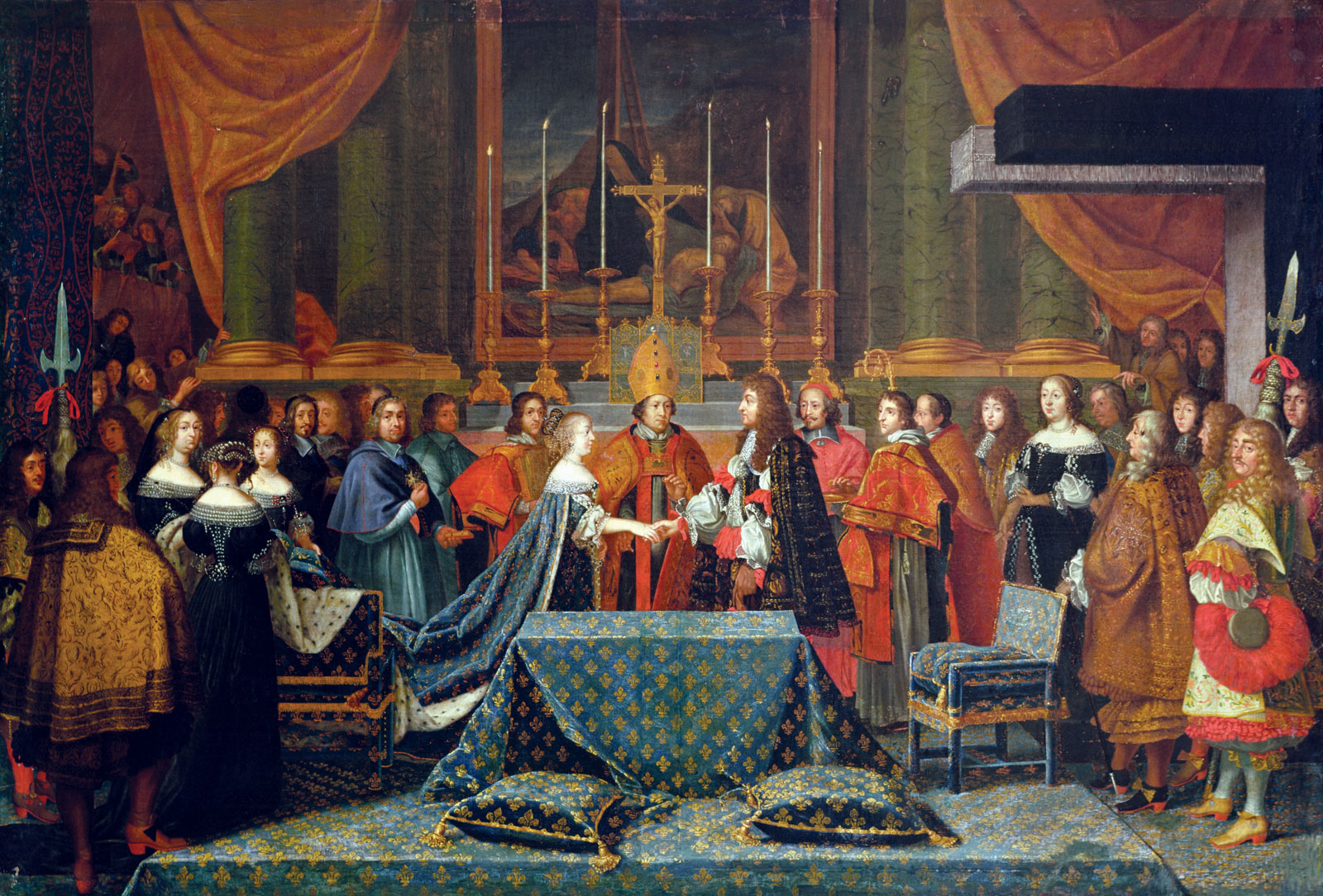
ルイ14世とマリー・テレーズ・ドートリッシュとの婚儀。
デストラン作画のタペストリー、17世紀。

三十年戦争は終わったが、フランスはスペインとの戦争を継続しており、テュレンヌがフランス軍司令官としてスペイン軍に属したコンデ公とネーデルラントで戦った（フランス・スペイン戦争）。フランスはイングランドから軍事支援を受け、1658年のダンケルク近郊の砂丘の戦いで英仏同盟は勝利した。翌1659年に結ばれたピレネー条約によってピレネー山脈を境界とするフランスとスペインの国境を確定、ルイ14世はスペイン王フェリペ4世の王女マリア・テレサ（マリー・テレーズ）と婚約した。
この頃、ルイ14世はマザランの姪マリー・マンチーニと恋仲になっておりスペイン王女との結婚を拒絶したが、事は国益の問題であり、マザランはルイ14世とマリーを無理やり別れさせている。また、この条約でコンデ公は罪を許されフランスへ帰国、以後はフランスのために戦うことになる。
1660年に結婚式が執り行われ、マリー・テレーズはスペイン王位継承権を放棄した。スペインは莫大な持参金（50万金エキュ）の支払いに同意したが、結局支払われなかった。後にルイ14世はこの未払いの持参金をもってマリー・テレーズの王位相続権を主張し、スペインとの戦争の口実とする。

### 親政の開始

青年期のルイ14世
シャルル・ルブラン画1661年

1661年3月にマザランが死去するとルイ14世は親政を開始し、以後は宰相を置かないことを宣言する。親政期に行政機構の整備が行われ、ルイ14世は国の最高機関である国務会議から王太后や王族・大貴族を排除し、国務会議の出席者及び各部門の責任者に法服貴族を登用するなどして大貴族の権威を低下させ、新興貴族層やブルジョワ階層の登用で王権を強化した。ルイ14世の最高国務会議の出席者は3～5名程度のごく少数であり、長い治世を通しても全部で17名、その内の帯剣貴族は3名に過ぎない。サン＝シモン公はルイ14世の時代を「いやしいブルジョワどもの長い治世」と評している。また、1667年と1673年の王令で高等法院から建言権を取り上げ、高等法院の抵抗を排除した。
地方には父の代から行われているアンタンダン（地方監察官）派遣を続け、司法・財政・治安維持の権限を与え、時と共に人数を増大させて地方総督の大貴族や自治都市の権限を縮小させた。一方で地方の名士を監察官の補佐として登用させ、監察官の組織も整備、依然として勢力を持つ地方との折り合いも付けて支配の安定を図っている。
親政開始の象徴的事件が大蔵卿ニコラ・フーケの断罪である。フーケはマザランの腹心の一人で有能な人物ではあったが、職権を利用して莫大な私財を蓄えていた。これを知ったルイ14世は激怒してフーケを逮捕し、投獄した。

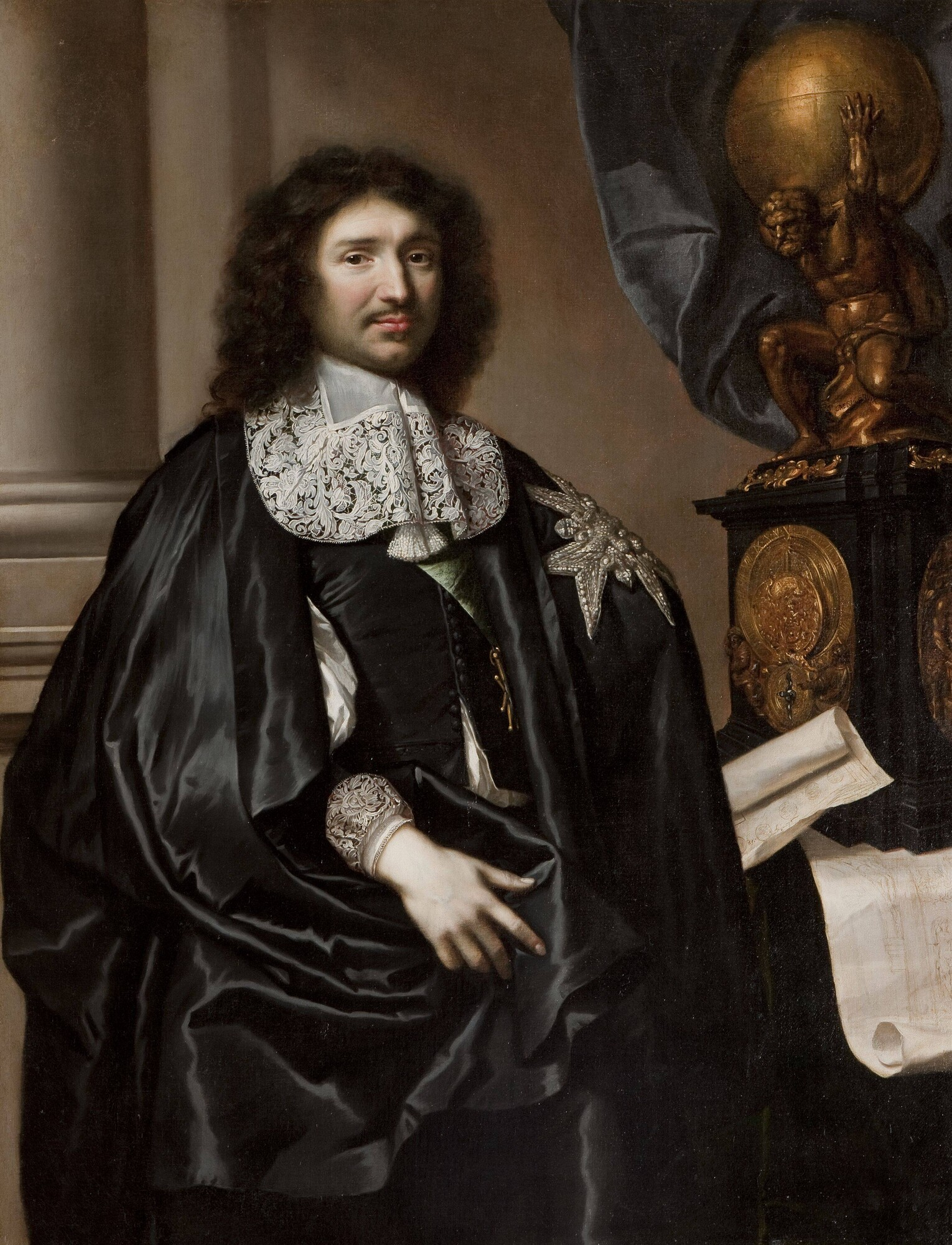
ジャン＝バティスト・コルベール

1665年に財務総監に任命されたのが、フーケのライバルであったジャン＝バティスト・コルベールである。ルイ14世が親政を始めた時点で、フランスの財政は多年の戦費とフロンドの乱により破産しかかっていた。コルベールはより効果的な税制の運用を行い、国家の債務を削減した。主な税制には間接税 (aides)、物品税 (douane)、塩税 (gabelle) そしてタイユ税（土地税：taille）がある。コルベールは貴族と聖職者の免税特権の廃止まではしていないが、税の徴収と運用方法を改善できた。
コルベールには貿易を通じてフランス経済を向上させる広範な計画があった。彼はいわゆる保護関税政策を取り、世界の銀の量は一定であるとの考えの元、輸入を減らして輸出を増やす政策を行った。彼は贅沢品の輸入を禁止または高い関税を課す一方で、輸出産業振興のために王立マニファクチュールの設立や輸出品製造業者を対象とした特権マニファクチュールを設けるなどこれを保護・育成する施策を講じた。また、1669年に海軍卿に就任したコルベールは海軍力の増強して、フランスを海軍大国に押し上げている。後にイギリス・オランダと貨幣戦争を引き起こすことになる彼の王室的重商主義はコルベール主義（コルベルティスム Colbertisme）と呼ばれている。彼はこの海軍力の保護のもとでイギリス・オランダの海外市場に割り込もうと、南アジアを対象とした東インド会社では亡命新教徒で長く日蘭貿易に携わり商館長まで務めたフランソワ・カロンを引き抜いて長官に据えた。そしてカリブ海を対象とした西インド会社を再創設、植民地を建設した。北アメリカの植民地が拡大され、ヌーベルフランス（カナダ）やアンチール諸島には総督が送り込まれて人口増殖政策と同化政策がすすめられ、ヌーベルフランスの人口は4倍に増えている。
ルイ14世は聖職者や大貴族を抑制するためにブルジョア層出身者を重用しており、主な側近にはコルベールの他に陸軍担当国務卿ミシェル・ル・テリエと外務担当国務卿ユーグ・ド・リオンヌがいる。また、ル・テリエの息子で同じく陸軍担当国務卿となったルーヴォワ侯は傑出した軍政家で、軍制の改革を行い国王直属の士官の人数を増やして連隊長だった貴族を牽制、兵舎の設立など後方支援の整備、国王民兵制（徴兵に近い兵制）による貴族を経由しない軍事力の獲得でフランス軍の質量両面の増強を成し遂げ、彼の作り上げた軍隊がルイ14世治世下で行われた幾多の戦争を支えることになる。

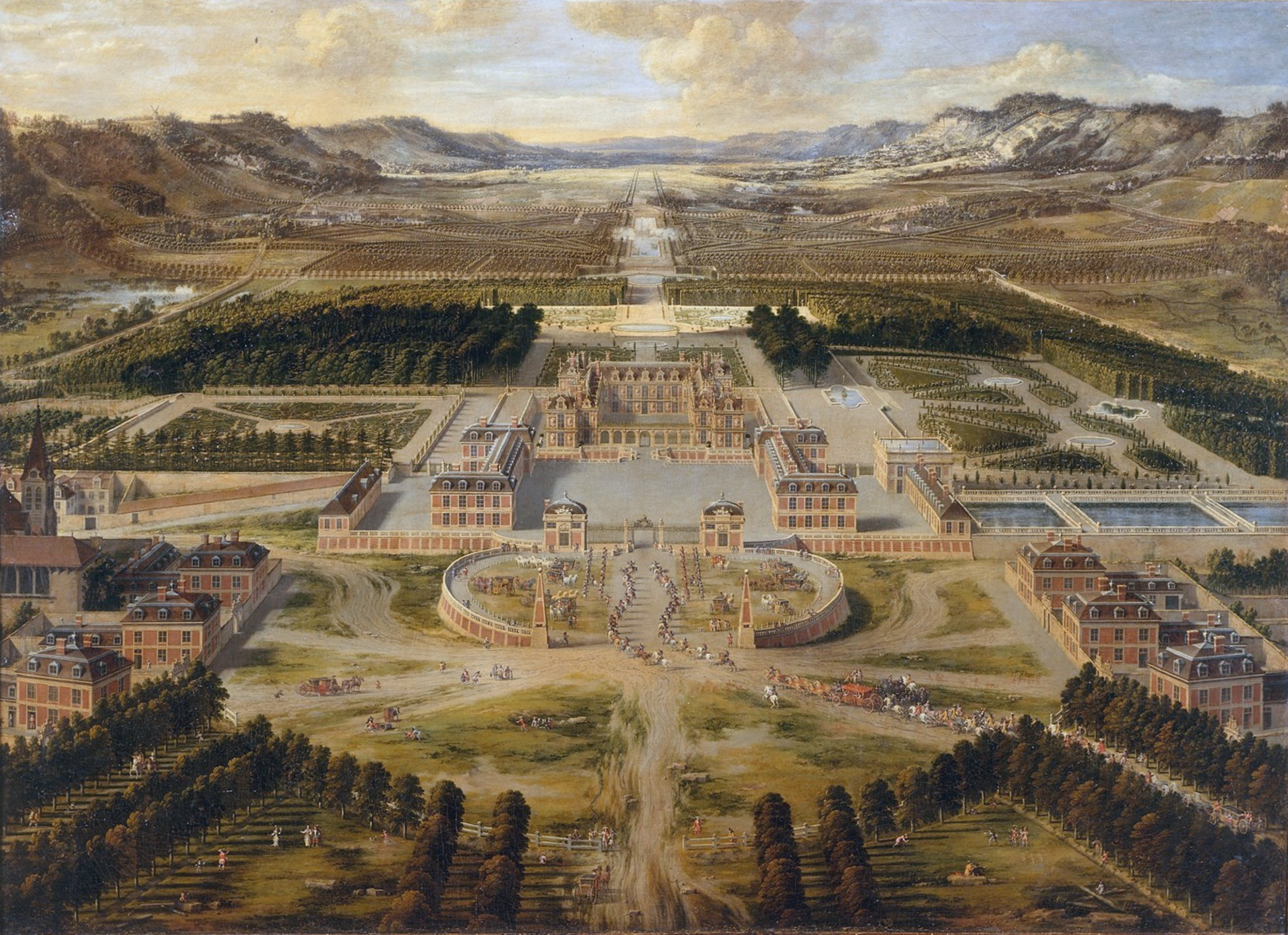
ルイ13世の小城館を改築した造営初期のヴェルサイユ宮殿
Pierre Patel画、1668年頃。

コルベールによってルーヴル宮の拡張がなされたが、1661年に狩り場の小館があったヴェルサイユの地に宮殿の建設を開始した。これがルイ14世の治世を象徴するヴェルサイユ宮殿となる。この地に宮殿を造営した理由は一般的にはルイ14世がフロンドの乱での苦い経験があるパリを嫌ったためともされるが、実際にはこれは理由ではなく彼は森と自然の地に自らの構想による新宮殿を造営することに拘ったためともされる。この地は水利が悪く、工事は難航して、一応の完成を見て宮廷が移り住むのは20年後の1682年のことになる。
ルイ14世は、負傷したり老齢化した、忠実に国王に仕えた将校のためのオテル・デ・ザンヴァリッド（アンヴァリッド、廃兵院）の建設を命じた。精神障害者・犯罪者・浮浪者対策として1656年に「一般施療院令」とその強化令が発せられ、労働をしない者を癩（らい）施療院だった建物を転用して収容した。その大規模な施設として、総合施療院、ビセートル病院（男性）、サルペトリエール病院（女性）の建設を指導するなど、公共の福祉にも関心を払っている。

### 治世前半の戦争と領土拡大
1659年のピレネー条約によってスペインの弱体化が決定的となり、フランス優位の時代に入った。ルイ14世は「盟主政策」と呼ばれるフランス王権を中心としたヨーロッパ体制の構築を企図しており、その最大の障害は疲弊したスペインではなく、海外貿易で莫大な富を築いていた新興勢力のオランダ（ネーデルラント連邦共和国）であると考えられた。オランダ内での議会派（都市商人）と総督派（封建貴族と農民）との内紛がルイ14世の企図を助けていた。当時のオランダは議会派のヨハン・デ・ウィットが指導者となっており、古くからの大貴族である総督派のオラニエ公ウィレム3世が巻き返しを図ることを恐れていた。

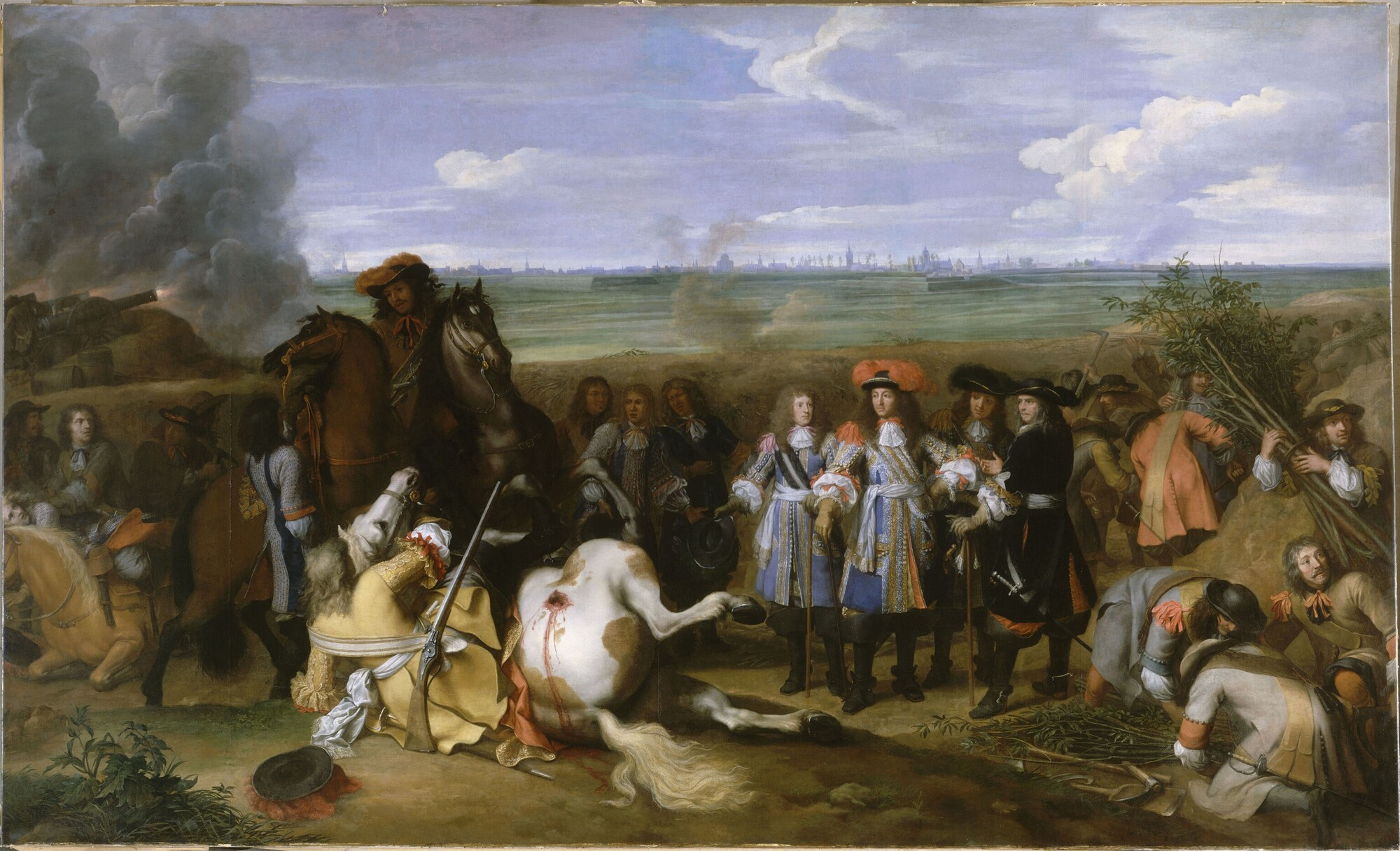
帰属戦争におけるルイ14世。
シャルル・ルブラン画、1667年。

没落したスペインがルイ14世の最初の標的となった。ルイ14世はスペイン植民地に対する野心を持つイギリス、さらには神聖ローマ皇帝レオポルト1世と結んでスペイン帝国の分割を交渉する。オランダとも防御・通商同盟を結び来たるべき対スペイン戦争に備えた。
1665年にルイ14世の義父であるスペイン王フェリペ4世が崩御すると、後妻が生んだ王太子が即位してカルロス2世となった。王妃マリー・テレーズの持参金がスペインからまったく支払われていない上にフェリペ4世の遺言ではカルロス2世が死去した場合、神聖ローマ皇帝レオポルト1世の婚約者マルガリータ・テレサ（マリー・テレーズの妹）がスペイン領を相続することになっており、ルイ14世を苛立たせた。これに対してルイ14世はブラバント（スペイン領ネーデルラントの一州）はカルロス2世の異母姉である王妃マリー・テレーズが継承するべきものであるといわゆる「王妃の権利論」を掲げて領土の割譲をスペインに要求した。
1667年に帰属戦争（フランドル戦争）が勃発すると、ルイ14世は自ら軍を率いて戦った。兵数と装備で圧倒するフランス軍はフランドル国境地帯の要衝を容易に奪い取り、スペイン軍を後退させた。これに危機感を持ったオランダのウィットはこれ以上のフランスからの侵略を防ぐために、イギリスの外交官ウィリアム・テンプルと交渉をし、1668年にイギリスそしてスウェーデンとの三国同盟を結成した。イギリス・オランダといった海軍・通商の二大勢力の圧力を前にルイ14世は和平へと動いたが、フランシュ＝コンテは断固として征服させた。結局、ルイ14世はアーヘンの和約の締結を余儀なくされ、フランスはフランドルの12の都市は確保したものの、フランシュ＝コンテはスペインに返還している。アーヘンの和約はフランスにとって満足すべきものではなく、またルイ14世はオランダをひどく憎んだ。
三国同盟は長続きしなかった。1670年、イギリス王チャールズ2世はドーヴァー秘密条約を結んでフランスとの同盟に加わり、オランダと絶縁した。次にルイ14世は、イギリスと同様な同盟条約を結んでいたスウェーデンに参戦を促した。しかしスウェーデンの参戦は、オランダと結んだデンマークとブランデンブルク＝プロイセンの参戦を招き、戦線がオランダから離れてしまうことになる。

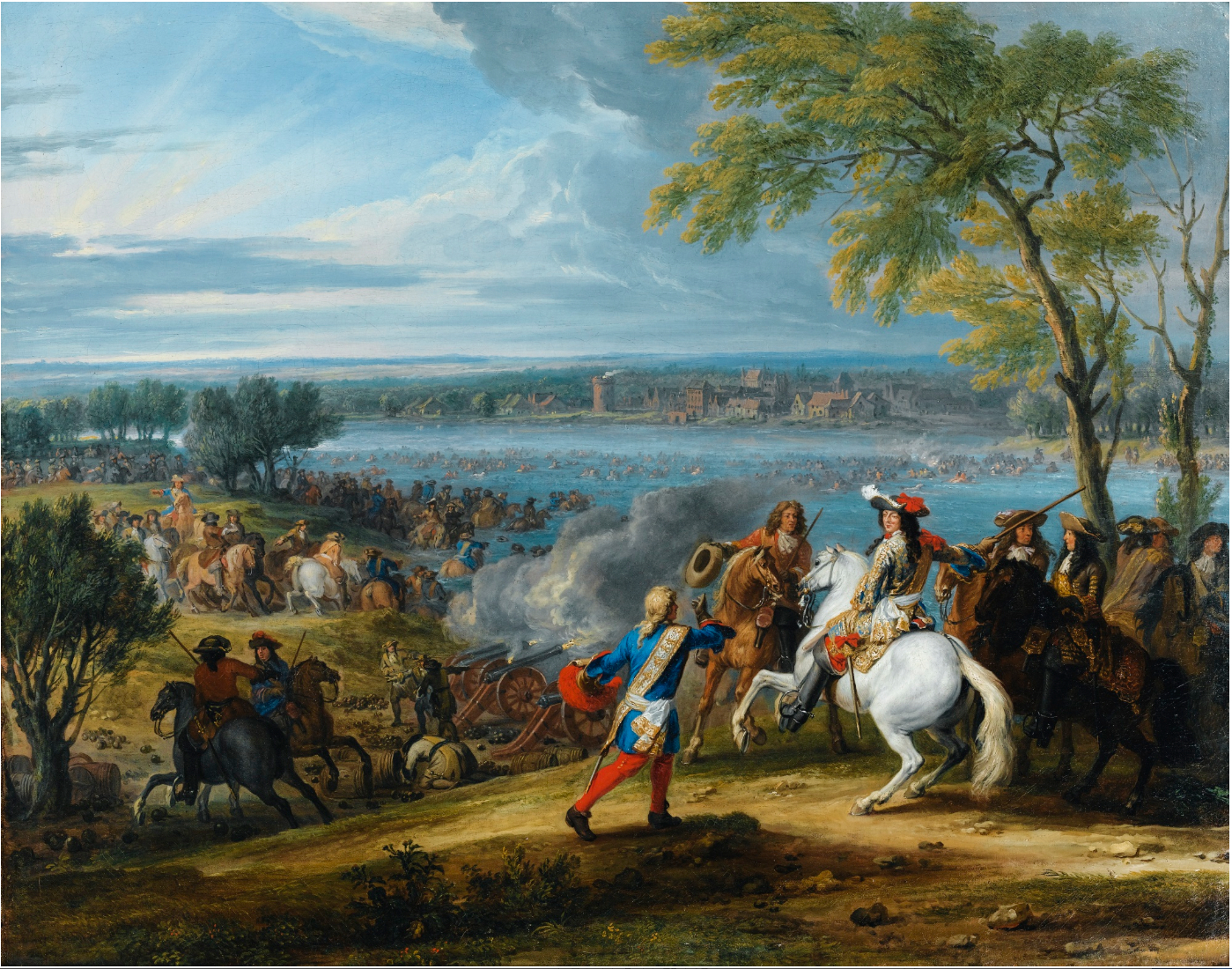
ライン川渡河作戦でのルイ14世。（1672年）
ミューレン画

1672年に海上からイギリス軍が、陸上からはフランス軍がオランダに攻め込んだ（仏蘭戦争）。オランダは海軍こそ名将デ・ロイテルのもとで強力であったが、陸軍は弱体であった。フランス軍は快進撃を続けてアムステルダムに迫り、占領地の住民の歓心を得るために金品をばらまく余裕さえ見せた。譲歩による講和を図ったウィットは兄のコルネリス・デ・ウィットと共に不満を抱いた民衆に殺害され、代わってオラニエ公が権力を掌握する。オラニエ公は堤防を決壊させて国土を泥沼に沈めて徹底抗戦の構えを示し、海軍もイギリス艦隊を破って制海権を維持した。
アムステルダム攻略の見通しが立たなくなり、戦争は長期化する。神聖ローマ皇帝、ドイツ諸侯の一部そしてスペインがオランダと同盟を結び、この一方でイギリス議会では利益のない戦争であるとして反戦論が高まり、1674年にイギリスはオランダと和平を結んで撤退した。オラニエ公は更にイギリスと結びつき、チャールズ2世の姪メアリーと結婚もした。この事態にルイ14世はオランダから兵を引かせて、代わりにフランシュ＝コンテに攻め込ませ皇帝軍およびスペイン軍を破り、制圧した。陣容を立て直したフランス軍が海陸でオランダ軍を破って優位を確保した状態で1678年にナイメーヘンの和約が結ばれる。ルイ14世はスペインにフランシュ＝コンテとフランドルの幾つかの地域を割譲させ、一方、オランダの占領地は返還し、関税面での譲歩までしており、不利益を被ったのはもっぱらスペインであった。オランダ征服という当初の戦争目的こそ果たせなかったが、有利な条件での講和に成功したことでフランスの国際的威信を示した。
ナイメーヘンの和約はヨーロッパにおけるフランスの影響力を拡大させたが、ルイ14世はまだ満足していなかった。翌1679年、彼は外務担当国務卿シモン・アルノー・ド・ポンポンヌを解任、軍事力ではなく法的手続きをもって領土の拡大を達成しようと目論んだ。ルイ14世は条約のあいまいさを利用して司法機関に割譲地の周辺地域を「その付属物」であると判決させて「平和的に」併合する手段を講じさせた。この国王の主張に基づき、いずれの土地がフランス領土たるべきかを調査する統合法廷が設置され、その決定に従ってフランス軍がその土地を占領してしまった。
これによって得られた僅かな土地を併合することがルイ14世の本当の目的ではなかった。彼は戦略要地であるストラスブールの獲得を欲していたのである。ストラスブールはヴェストファーレン条約によってフランス領となったアルザス地方の一部ではあったが、同条約ではアルザスに加えられていなかった。ルイ14世の法的口実に基づいて、フランスは1681年にストラスブールを軍事占領した。ルイ14世は同時に北イタリアのカサーレも占領しており、この強引な手法はドイツ人の反仏感情を煽る結果となった。
ルイ14世の有力な競争相手の神聖ローマ皇帝レオポルト1世（オーストリア・ハプスブルク）はオスマン帝国との戦争でウィーンを脅かされていた（第二次ウィーン包囲）。1683年にフランスと戦端を開いたスペインは再び撃破されて、リュクサンブール（ルクセンブルク）を奪われた（再統合戦争）。1684年のレーゲンスブルクの和約でスペインはフランスによるリュクサンブールとその他の併合地の既成事実を認めさせられた。オーストリアはオスマン帝国を撃退した後も、ルイ14世への敵対行動を取らなかった。

### 絶頂期
1680年代始めにルイ14世の影響力は大いに高まった。この時期がルイ14世の絶頂期とされる。
1681年に始まったヴェルサイユ宮殿の造営事業には建築家のル・ヴォー、造園家のル・ノートルそして画家・室内装飾家のシャルル・ルブランがあたった。財務総監のコルベールは巨費を要する新宮殿の造営には消極的だったが、ルイ14世自身の強い意向でもあり従わざるをえなかった。工事は困難を極め、数万の人夫が工事に従事し、多数が死亡している。ルイ14世はこの新宮殿の造営に熱中した。戦時以外はひんぱんに工事中の宮殿に赴いて細事に渡るまで指図し、気に入らない箇所があれば何度でも工事をやり直させた。
ルイ13世時代の小城館を改築する第1期工事は1664年に完了し、この際に盛大な祝典『魔法の島の歓楽』が、またアーヘンの和約が結ばれた1668年には戦勝を記念する祝典『ヴェルサイユの国王陛下のディヴェルティスマン』が催された。この城館がなお手狭であることが判明したため1668年から第2期工事が着工され、1670年にル・ヴォーが死去したためフランソワ・ドベルが建築を引き継いだ。この工事ではルイ13世の小城館を取り囲む形で大規模な新城館が建築される「包囲建築」と呼ばれる形式のさらなる増築が行われた。1674年にこの新城館でルイ14世治世最大の祝典である『1674年のフランシュ＝コンテ征服からの還御の際に国王陛下が全宮廷に対して下賜されたディヴェルティスマン』が催された。
第3期工事は1678年に始まり建築はマンサールがあたり、新たに「鏡の間」と「大使たちの階段」が造営され、庭園の一部をル・ヴォーのバロック式建築から古典様式に改めさせている。この工事中の1682年5月6日にルイ14世は正式に王宮をヴェルサイユに移した。これまでルイ14世の宮廷はフランス王家の「移動する宮廷」の伝統に従い、フォンテーヌブロー宮（1661年）、ルーヴル宮（1662年 - 1666年）やサン＝ジェルマン＝アン＝レー（1666年 - 1673年、1676年、1678年 - 1681年）などを転々としてきたが、以降はヴェルサイユ宮に固定されることになる。ルイ14世はル・ノートルの手がけた庭園を愛し、『ヴェルサイユの庭園概説』の幾つかの版は国王自身の執筆によるものと考えられている。ルイ14世は庭園の中でも噴水の美を重要視しており、このために彼は「マルリーの機械」と呼ばれる大がかりな揚水装置を建設させている。この宮殿の拡張工事はルイ14世の晩年まで続けられ、その費用は8200万リーヴルの巨費に昇った。
ルイ14世は貴族たちをヴェルサイユ宮殿内またはその周辺に住まわせ、宮殿内には多い時には廷臣のほか官吏、外国使節、請願者、出入り業者を含めて1万人もの人々がひしめいていた。ルイ14世はこの宮廷での序列や礼儀作法を厳格に定めて貴族たちに従わせるとともに、彼らに国王から下賜される栄誉や年金獲得を宮廷内で競わせることによって宮殿への常駐を余儀なくさせて長期間国王の監視の下に置き、地方の領地から切り離すことによって、貴族達を強く統制することに成功した。彼はこれら恒常的な賓客達を贅沢な宴会や遊興でもてなしたが、これは専制統治の重要な要素であった。
ルイ14世自身はあまり信仰心がなかったが、その宗教政策は王の権威はローマ教皇の仲介なしに直接神から委ねられたという王権神授説に拠って立ち、伝統的なガリカニスム（フランス教会自立主義）を強化した。絶対主義を追求すべく、教会に対する支配の強化を図るルイ14世は教皇との対立を引き起こしている。1682年に聖職者会議はローマ教会からの分離をも示唆するボシュエ司教の起草による「四か条宣言」を票決し、これによりフランス国王の権力が強化されたのに対して、教皇の力は削減された。この宣言は教皇庁の権威は信仰上のことのみとし、公会議の優越、ガリカン派の教会法の教皇からの独立そして教皇権の行使に際する公教会の同意の必要を謳った。ローマ教皇インノケンティウス13世はこの宣言の受け入れを拒否した。
フランスでは国王、大貴族によるメセナ（学問芸術の保護）の長い伝統があり、ルイ14世もまた芸術のメセーヌ（保護者）になり、劇作家のラシーヌやモリエール、詩人のボアロー、音楽家のリュリそして画家・装飾家のシャルル・ルブランといった文学や文化の名士達に出資した。学問に対するメセナとしては科学アカデミーの創立があり、高額の年金を払って外国の著名な研究者たちを迎え入れている。1671年にアカデミー・フランセーズが官営団体となり、国王がメセーヌとなった。アカデミー・フランセーズの編纂による『フランス語辞典』が出版されフランス語による言語統一という政府の施策に貢献した。もっとも、ルイ14世が芸術家のパトロンに出費したのは治世の前半だけで、やがて戦争により財政が悪化すると出資を削減している。
1683年にルイ14世の最も重要な廷臣であるコルベールが死去した。コルベールの努力により、財政再建がすすめられ、彼の施政により歳入は3倍に増えている。だが、フランスの民衆はコルベールの政策の恩恵を受けることはなく、依然として貧しいままだった。コルベールの息子セニュレー侯は海軍大臣に就任、1684年にジェノヴァ共和国遠征に参加、ジェノヴァを降伏させ海軍の発展に尽力したが、1690年にセニュレー侯が没して海軍の拡張は停滞した。

### プロテスタント迫害とアウクスブルク同盟戦争

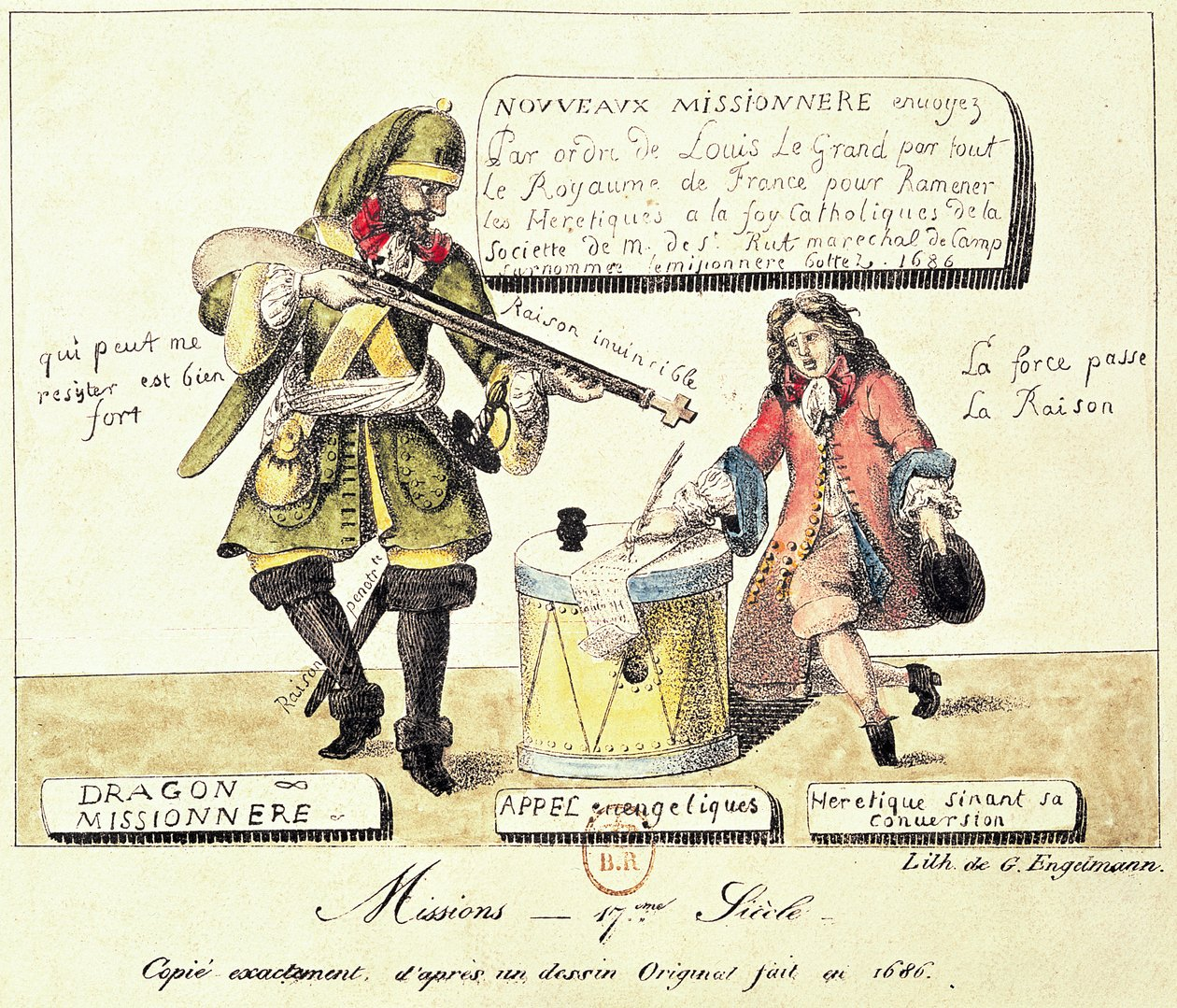
「竜騎兵の迫害」を描いた版画。

1683年、王妃マリー・テレーズが死去した。それから程なくしてルイ14世は最も愛した寵姫マントノン侯爵夫人と秘密結婚をする。ルイ14世とマントノン侯爵夫人との結婚は公的な記録を残さない、あくまでも私人としての結婚であり、彼女は王妃ではなかったが、ルイ14世はしばしば顧問会議を彼女の部屋で催し、慎重な助言者として国王の意思決定に影響を与えた。
ハプスブルク家との戦争を繰り返すうちにルイ14世はこれまでのガリカニスム（フランス教会自立主義）擁護から「カトリック教会の守護者」へとスタンスを移し、ローマ教皇との結びつきを強めるようになった。王は国内のカトリック信仰の強化を目指し、ローマ教皇と連携してジャンセニスト（厳格主義信仰運動）を弾圧した。そして、ユグノー（フランス・プロテスタント）の弾圧に着手する。ユグノー戦争の結果、アンリ4世のナント勅令によって政治的・軍事的特権を与えられたユグノーも、ルイ13世の時代にリシュリュー枢機卿に敗れ政治勢力としては没落して少数派となり、信仰の自由だけが僅かながら保証されていた。ルイ14世は官職からユグノーを締め出し、職業を制限し、亡命まで禁じる勅令を次々と出した。兵士をユグノーの家々に送り込んで改宗を強要することまでした（竜騎兵の迫害）。
そして1685年、ルイ14世はナント勅令を廃棄し、プロテスタントの礼拝の禁止と改宗に応じない牧師の国外追放を定めたフォンテーヌブロー勅令を発した。改宗に応じないユグノーは国禁を犯して亡命し、その数は約20万人に昇り、その中には多くの手工業者や商人が含まれていた。そして、フランスに残ったプロテスタントの反乱であるカミザールの乱に対しては武力鎮圧を加えた。ルイ14世は亡命者を受け入れたサヴォイアに兵を送り、虐殺まで行わせている。プロテスタント迫害は内外の非難を受けてフランスの孤立を招いたが、宗教的不寛容が広まっていた大多数を占めるカトリックのフランス人からは喝采を浴びた。このプロテスタント迫害については、秘密結婚したマントノン侯爵夫人が敬虔なカトリックであり彼女の影響とする主張が古来から存在するが、実際には王の義妹プファルツ公女の影響またはあくまでもルイ14世の独自の決断であるとして彼女の影響を否定する説もある。

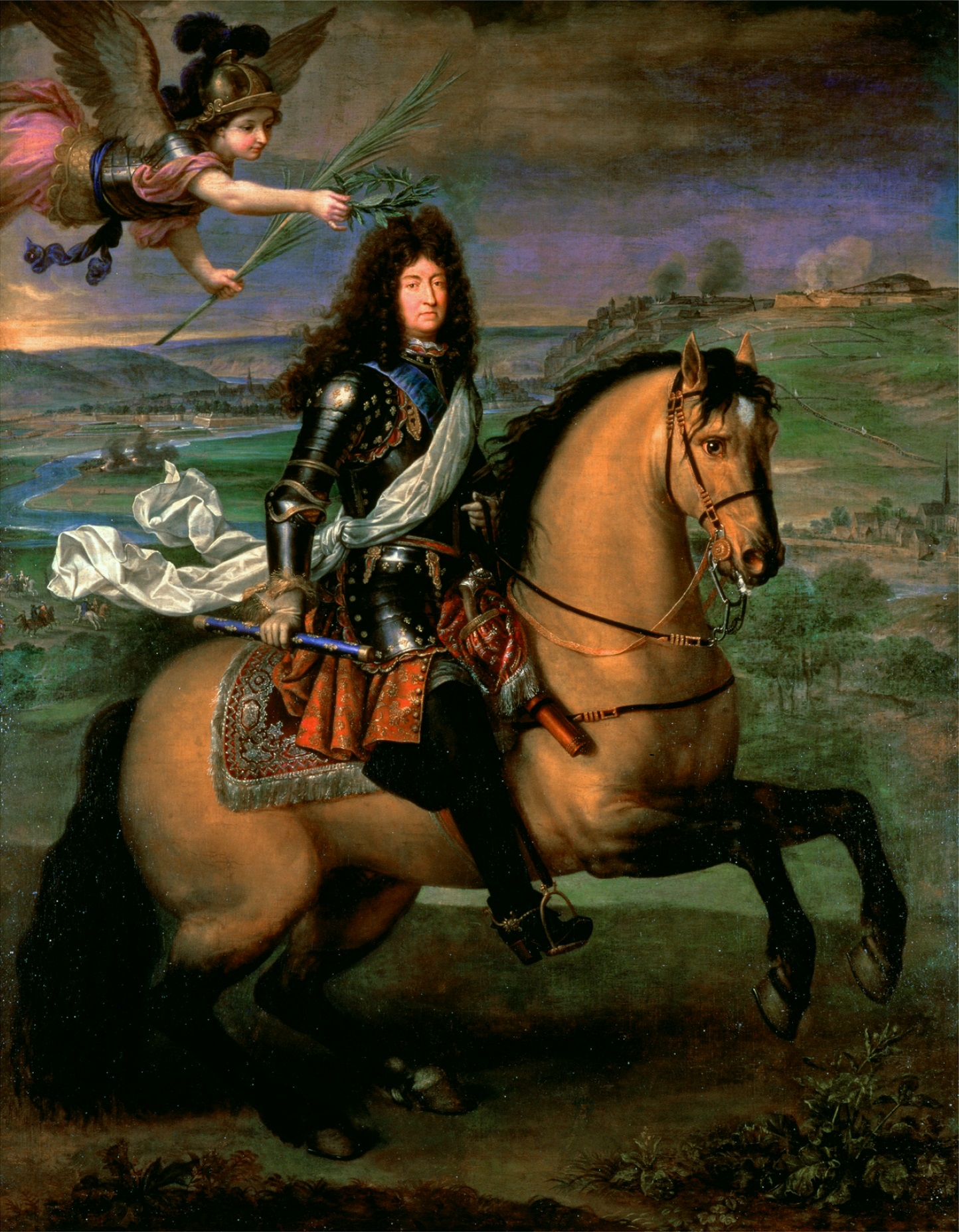
アウクスブルク同盟戦争の頃のルイ14世。
作者不明、1692年。

1685年にプファルツ選帝侯カール2世が息子の無いまま亡くなり、遠縁のプファルツ＝ノイブルク公フィリップ・ヴィルヘルムがプファルツ選帝侯になると、ルイ14世は弟オルレアン公の妃エリザベート・シャルロット・ド・バヴィエール（プファルツ選帝侯カール1世ルートヴィヒの娘、カール2世の妹）の相続権を主張して、1688年にケルン選帝侯の選挙にも介入し、ヨーゼフ・クレメンス・フォン・バイエルンに対抗してヴィルヘルム・エゴン・フォン・フュルステンベルクを擁立、プファルツ継承問題と合わせてフランスの主張を受け入れるよう呼びかけ、拒絶されたことを口実にプファルツ選帝侯領へ侵攻した。プファルツは完全に破壊され、これに危機感を持ったドイツ諸侯が結束して抵抗するがフランス軍を食い止めることはできず、フランス軍の焦土化作戦によって諸都市が破壊された（プファルツ略奪）。
この時期、イギリスではカトリック信仰復活を図っていたジェームズ2世が追放され、王の姪でプロテスタントのメアリーとその夫のオラニエ公ウィレムが迎えられておのおのメアリー2世・ウィリアム3世として共同王位に就いていた。ルイ14世はオランダ議会にオラニエ公のイギリス遠征を止めさせるよう警告しており、これが受け入れられなかったためフランスはオランダに宣戦布告した。一方、帝国議会も対仏宣戦を議決しており、神聖ローマ皇帝レオポルト1世は神聖ローマ帝国の名で正式にフランスに宣戦布告した。こうして、イギリス、オランダ、スペイン、神聖ローマ帝国、ブランデンブルク、ザクセン、バイエルン、サヴォイアそしてスウェーデンによる対仏同盟（アウクスブルク同盟または大同盟）が成立する。
アウクスブルク同盟戦争（大同盟戦争、プファルツ戦争：1688年 - 1697年）の大陸での緒戦は神聖ローマ皇帝がオスマン帝国との戦い（大トルコ戦争）に傾注せざるを得なかったため、フランス軍がフルーリュスの戦い（1690年）でオランダ軍を撃破し、ナミュールを占領（1692年）するなど有利に進んだ。ルイ14世は国を追われたジェームズ2世を庇護しており、戦争が始まると彼に艦隊をつけてアイルランドへ送り込んだが、ジェームズ2世の軍勢（ジャコバイト）はロンドンデリーの包囲に失敗してアイルランドに封じ込められ、フランス艦隊も1692年のバルフルール岬とラ・オーグの海戦で英蘭艦隊に敗れて制海権を失ってしまった。
戦争はその後、長期の消耗戦に陥り、フランス軍が幾つかの会戦で勝利をおさめたものの対仏大同盟に包囲され孤立した状態であり、国家財政も底を突き始めた。フランスが戦術的優位を維持した状態で、1697年にレイスウェイク条約が結ばれて戦争は終結した。
ルイ14世はエリザベート・シャルロットの相続権を主張しないことを約束（プファルツ選帝侯とケルン選帝侯はフィリップ・ヴィルヘルムの息子ヨハン・ヴィルヘルムとヨーゼフ・クレメンスが継承）、1679年の仏蘭戦争以降に獲得したルクセンブルクなどの領土を放棄せざるを得なかったが、ストラスブールだけは確保した。ルイ14世はまたウィリアム3世とメアリー2世夫妻のイングランド王位を承認し、ジェームズ2世の支援をしないことを約束した。この講和は敵国に譲歩しすぎると国民から不評を受けた。

### スペイン継承戦争

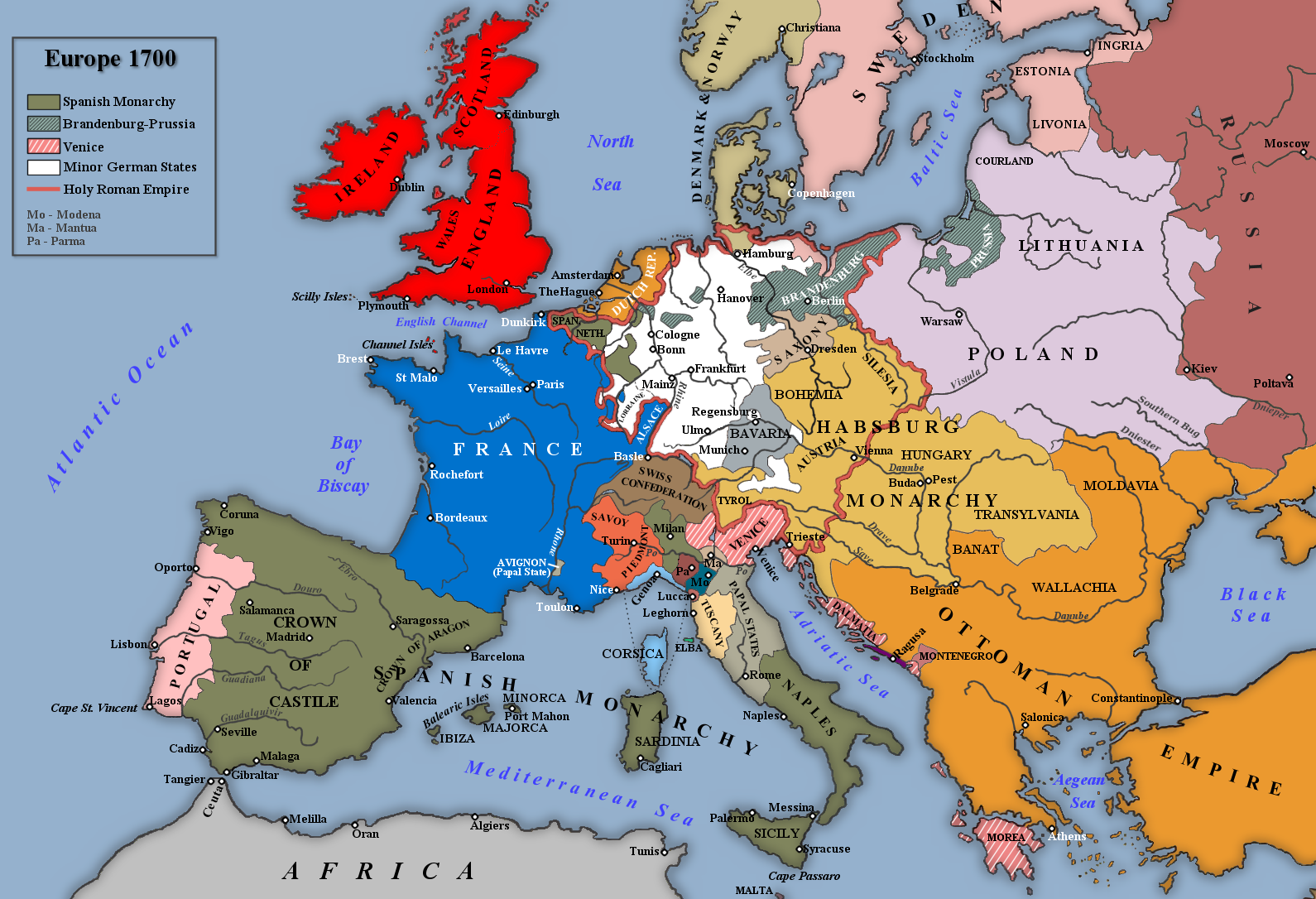
1700年頃のヨーロッパ
フランス
スペイン・ハプスブルクの家領
オーストリア・ハプスブルクの家領

レイスウェイク条約以降のヨーロッパではスペイン王位の継承が最大の関心事となっていた。スペイン王カルロス2世は長年の近親結婚の結果、極めて虚弱であり、嗣子を得ることは無理と見られていた。スペイン王位継承には莫大な利益があった。カルロス2世はスペインのみならずナポリ、シチリア、ネーデルラント、そして植民地帝国といった広大な領域に君臨していたのである。
ルイ14世と神聖ローマ皇帝レオポルト1世（オーストリア・ハプスブルク）はスペイン王家と緊密な血縁関係にあり、王位継承権を巡って争った。ルイ14世はスペイン王フェリペ3世の王女の息子であり、かつフェリペ4世の王女の夫であった。レオポルト1世もまたフェリペ3世の王女の子であり、フェリペ4世の王女の夫であった。ルイ14世は母アンヌと王妃マリー・テレーズが、共にオーストリア・ハプスブルク家に嫁いだ王女より姉妹順で上であることが有利であった。フランス側の本来のスペイン王位候補者は王太子ルイであったが、将来のフランス王位とスペイン王位の統合を諸国が認めないことはルイ14世も承知しており、王太子ルイの次男のアンジュー公フィリップを推した。一方、神聖ローマ皇帝レオポルト1世は次男のカール大公を推していた。一方、スペインはフランス王家やオーストリア・ハプスブルクの直系親族を避け、バイエルン選帝侯マクシミリアン2世エマヌエルに嫁いでいたレオポルト1世と最初の皇妃マルガリータ・テレーザ（スペイン王フェリペ4世の王女）の皇女マリア・アントニアの公子ヨーゼフ・フェルディナントを王位継承者に望んだ。
1698年、カルロス2世の死期が迫っていると伝わるとルイ14世はイギリス王ウィリアム3世に接近し、競争相手のレオポルト1世はもちろん当事者のスペイン宮廷にも極秘のうちにフランスとイギリスとの間でスペイン分割条約を締結した。この第1次分割条約ではヨーゼフ・フェルディナントのスペイン王位継承で同意するが、スペイン領のうちシチリア、ナポリ、トスカーナ沿岸諸港は王太子ルイが相続し、ミラノはカール大公が獲得することとなり、イギリスにも貿易上の便宜が与えられていた。だが、条約の内容を知ったスペインは領土の分割に強く抵抗した。この条約を知らされたカルロス2世はヨーゼフ・フェルディナントを王位継承者とし、スペインの全ての領地を相続させる遺言に署名した。

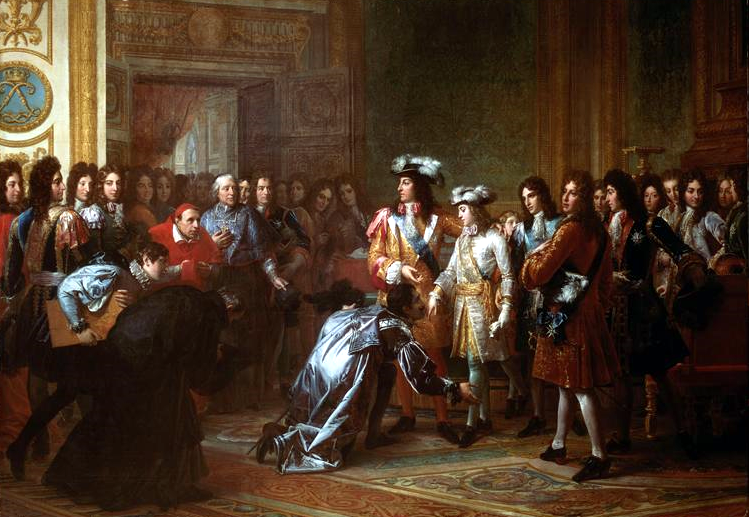
アンジュー公フィリップのスペイン王位承認。1700年11月16日
フランソワ・ジェラール画、19世紀前半。

だが、その6ヵ月後にヨーゼフ・フェルディナントが天然痘で早世し、全ては振り出しに戻った。ルイ14世とウィリアム3世はまたもオーストリアを蚊帳の外において第2次分割条約を結び、カール大公のスペイン王位とネーデルラント、海外植民地の継承は認めるが、ミラノは王太子ルイが相続すると決めた。だが、皇帝はこの条約の受け入れを拒絶した。
スペイン宮廷は帝国の統一の維持を意図しており、そのためにはフランスのブルボン家かオーストリアのハプスブルク家かのいずれかを選ばねばならないと考え、最終的にフランスを選択した。1700年10月7日、死の床にあったカルロス2世はスペイン領土不分割を条件にアンジュー公フィリップを王位継承者に指名する遺言書に署名し、アンジュー公もしくはその弟ベリー公シャルルが遺言を受け入れられない場合はオーストリアのカール大公にとスペイン王位の継承順位を定めた。11月1日にカルロス2世は世を去った。
ルイ14世は分割に同意してヨーロッパの平和を維持するか、スペイン王位を受け入れてヨーロッパ諸国と敵対するかの難しい選択を迫られた。ルイ14世はトルシー侯（コルベールの甥）からの進言もあり、遺言を拒否すればカール大公がスペイン王となりフランスは再びハプスブルク家に包囲され、そして皇帝は領土分割もブルボン家のスペイン王位も認めないであろうと判断し、いずれにしても戦争になるならばスペイン全土を継承すべきであると決めてしまう。11月16日にルイ14世は遺言の受諾を公表し、孫のアンジュー公をスペイン王フェリペ5世であると宣言する。スペイン大使はこの決定を喜び「ピレネーはもはや存在しない」(Il n'y a plus de Pyrénées.) と語ったという。
遺言受諾の報を受けたウィリアム3世は「だまされた」と憤ったが、議会に秘密ですすめた分割条約が槍玉にあがり、さらにはイギリス軍が大幅な軍縮中の状況でもあったことからフェリペ5世のスペイン王位を承認した。だが、ルイ14世は挑発的な行動に出る。諸国の危惧を逆なでするようにフェリペ5世のフランス王位継承権を保留させ、さらにはスペイン領ネーデルラントにフランス兵を進駐させてレイスウェイク条約の規定によって同地に駐屯していたオランダ兵を追い払い、スペイン植民地においてフランス・ギアナ公社に諸特権が付与されたこともイギリス・オランダの海外貿易にとって脅威となった。フランスに亡命中だったジェームズ2世が1700年11月に死去するとルイ14世はウィリアム3世の承認を取り消してジェームズ2世の長男のジェームズ・エドワード（大僭称者）のイングランド王即位を宣言する挙に出る。

ルイ14世が獲得した領土。
ヴェストファーレン条約（1648年）
ピレネー条約（1659年）
1661年から1662年の獲得地
アーヘン条約（1668年）
ナイメーヘン条約（1678年-1679年）
シャロレー併合（1684年）
レイスウェイク条約（1697年）
ユトレヒト条約（1713年）

このためイギリスはオランダ、神聖ローマ皇帝（オーストリア）およびドイツ諸邦とのハーグ同盟（大同盟）を結成する。一方、ハプスブルク家の領国・ハンガリー王国で反乱を起こしたトランシルヴァニア公ラーコーツィ・フェレンツ2世の支援を表明、加えてバイエルン、ポルトガル、サヴォイアがルイ14世とフェリペ5世を支持した。レオポルト1世はカール大公のスペイン王位を一方的に宣言すると、1701年に北イタリアに侵攻し、戦端が開かれた。国際情勢が逼迫する最中の1702年3月8日にウィリアム3世が急死してしまい、義妹のアン女王（ジェームズ2世の次女）がイングランド・スコットランド・アイルランドの王位を継承する。
こうして始まったスペイン継承戦争（1701年 - 1714年）はルイ14世の残りの治世の大部分を占めることになる。フランス軍は緒戦では優勢に戦いオーストリアに侵攻する勢いを示すが、ブレンハイムの戦い（1704年8月13日）でマールバラ公ジョン・チャーチルとプリンツ・オイゲンに敗れると防勢に回らざるを得なくなってしまう。この戦いの敗北によってバイエルンは国土を占領されて事実上戦争から脱落し、ポルトガルとサヴォイアは反仏同盟側に寝返った。1704年に戦略上の要地であるジブラルタルがイギリス軍に占領され、ルイ14世は艦隊を派遣して奪回を試みるが撃退されて艦隊戦力を喪失し、大西洋から地中海におよぶイギリス海軍の制海権確立を許す結果となる。
この戦争の戦域はこれまで常に戦場になってきたフランドルとライン川上流、ミラノとサヴォイアを巡る北イタリアと南フランスそしてスペイン本土にまで及んだ。両陣営の総兵力は20万人から30万人に達し、フランスの財政を圧迫した。北アメリカの植民地では序盤はフランスが優勢だったが、イギリスが勢力を盛り返し、劣勢に追い込まれている（アン女王戦争）。
戦争はまたも長期化するが、フランス軍は戦略的な包囲下にありながらも巧緻な戦いぶりを示し、やがてハーグ同盟の側が疲弊を見せ始めた。1705年にレオポルト1世が崩御、後を継いだ長男ヨーゼフ1世が1711年に崩御し、フェリペ5世とスペイン王位を争っていたカール大公がカール6世として帝位を継承すると、諸国はカール5世時代の大帝国の再現を恐れ、和平の機運が急速に高まった。
ルイ14世とフェリペ5世は1713年にイギリスとユトレヒト条約を結んで講和した。オーストリアとは1714年にラシュタット条約を結んでいる。これらの講和によって、フェリペ5世のスペイン王位とアメリカ大陸の植民地領有は承認されたが、ネーデルラントと北イタリア、ナポリ、サルデーニャのスペイン領はオーストリアに譲渡され、イギリスもジブラルタルの獲得と北アメリカの植民地の拡大を果たした。更にルイ14世はジェームズ・フランシスのイングランド王位主張の支援を止めることも約束させられた。以降ジェームズ・フランシスとその子孫はアンの崩御後即位したジョージ1世のハノーヴァー朝と対峙するも、フランスの支援がないことが一因でイングランド王即位は果たせなかった。

### 崩御

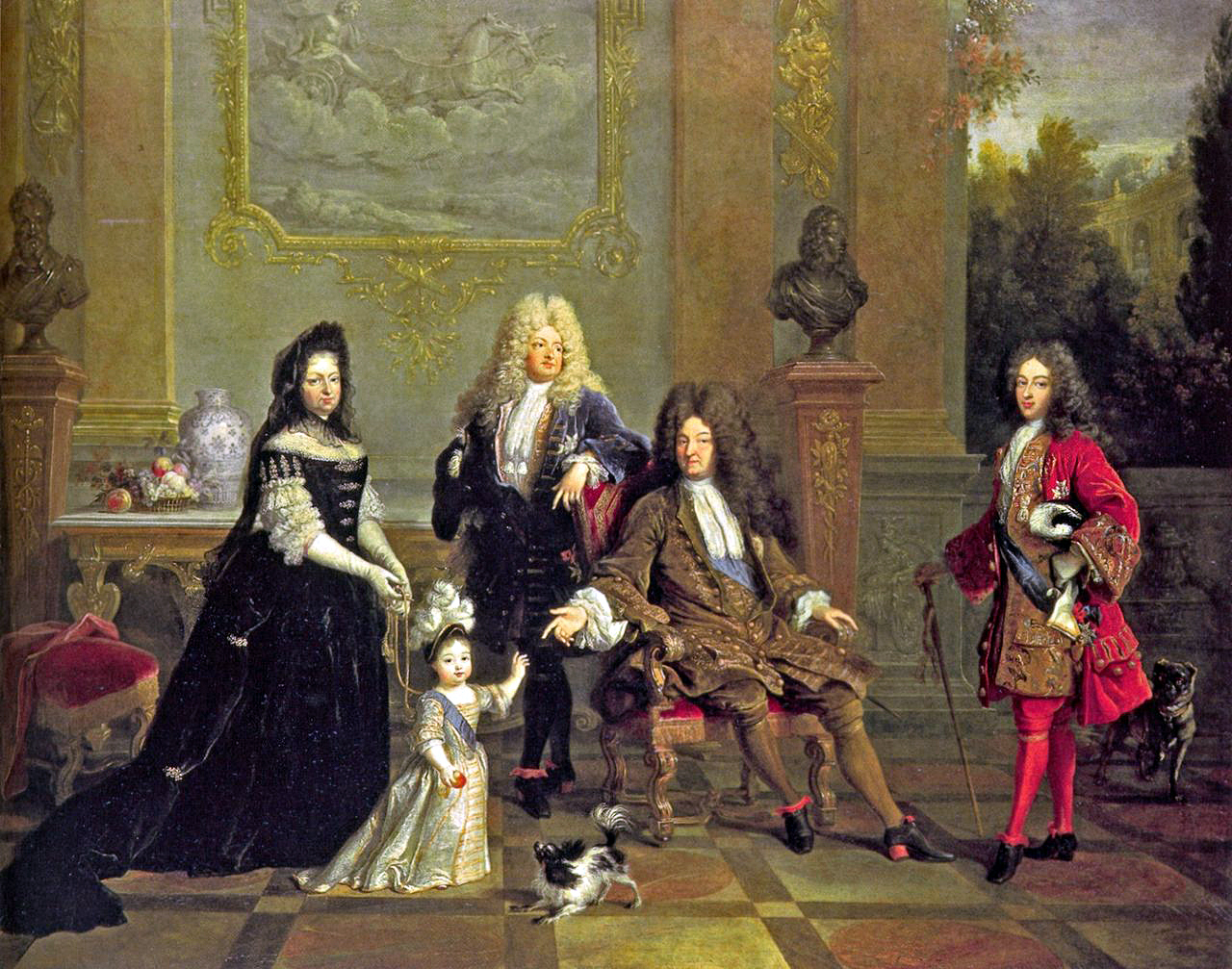
晩年のルイ14世とその家族。
左から曾孫のブルターニュ公ルイと家庭教師、嫡男の王太子ルイ、ルイ14世、孫のブルゴーニュ公ルイ。
作者不明、1710年頃。

ルイ14世の晩年には多年の戦争による莫大な戦費のためにフランスの財政は破綻しかかっており、重税のためにフランスの民衆は困窮しきっていた。1709年にはかつて革命を起こして王政を打倒したことのある「イギリス人を見習え」と謡う小唄が流行したほどだった。
ルイ14世の家庭でも不幸が続き、彼の嫡出子のほとんどが幼少期に死んでおり、唯一成年に達した王太子ルイも1711年に薨御してしまう。彼は3人の息子を残していたが長男のブルゴーニュ公ルイも翌年の1712年に天然痘（または麻疹）で薨去し、そして同年、同じ病でブルゴーニュ公ルイの次男のブルターニュ公ルイまでもが夭逝してしまい、子、孫、曾孫に相次いで先立たれる不幸に見舞われた。そのため、ブルゴーニュ公の男子で唯一生き残った幼い三男のアンジュー公が王太子となった。
1715年9月1日、77歳の誕生日の数日前にルイ14世は壊疽の悪化により崩御した。彼は崩御の床に幼い王太子を呼び「私は多くの戦争をしたが、私の真似をしてはならない」と訓戒したという。彼の遺体はパリ近郊のサン＝ドニ大聖堂に埋葬されたが、民衆は老王の崩御を歓喜し、葬列に罵声を浴びせた。
5歳の王太子がルイ15世として即位する。法に従えばルイ14世の甥のオルレアン公フィリップ2世が幼少のルイ15世の摂政を務めることになるが、オルレアン公には放蕩者の評判があり、生前のルイ14世は彼の権力を制限しようとした。摂政は置かずにモンテスパン侯爵夫人との庶子のメーヌ公ルイ・オーギュストをメンバーに含む摂政会議を設置し、オルレアン公はその座長に留めるよう遺言していた。だが、オルレアン公は高等法院に働きかけてルイ14世の遺言を破棄してしまう。オルレアン公はメーヌ公の王族称号 (prince du sang) と近衛隊司令官職を奪い取って投獄して、単独の摂政となった。オルレアン公の摂政政治は1723年にルイ15世が成人宣言するまで続いた。

## 人物

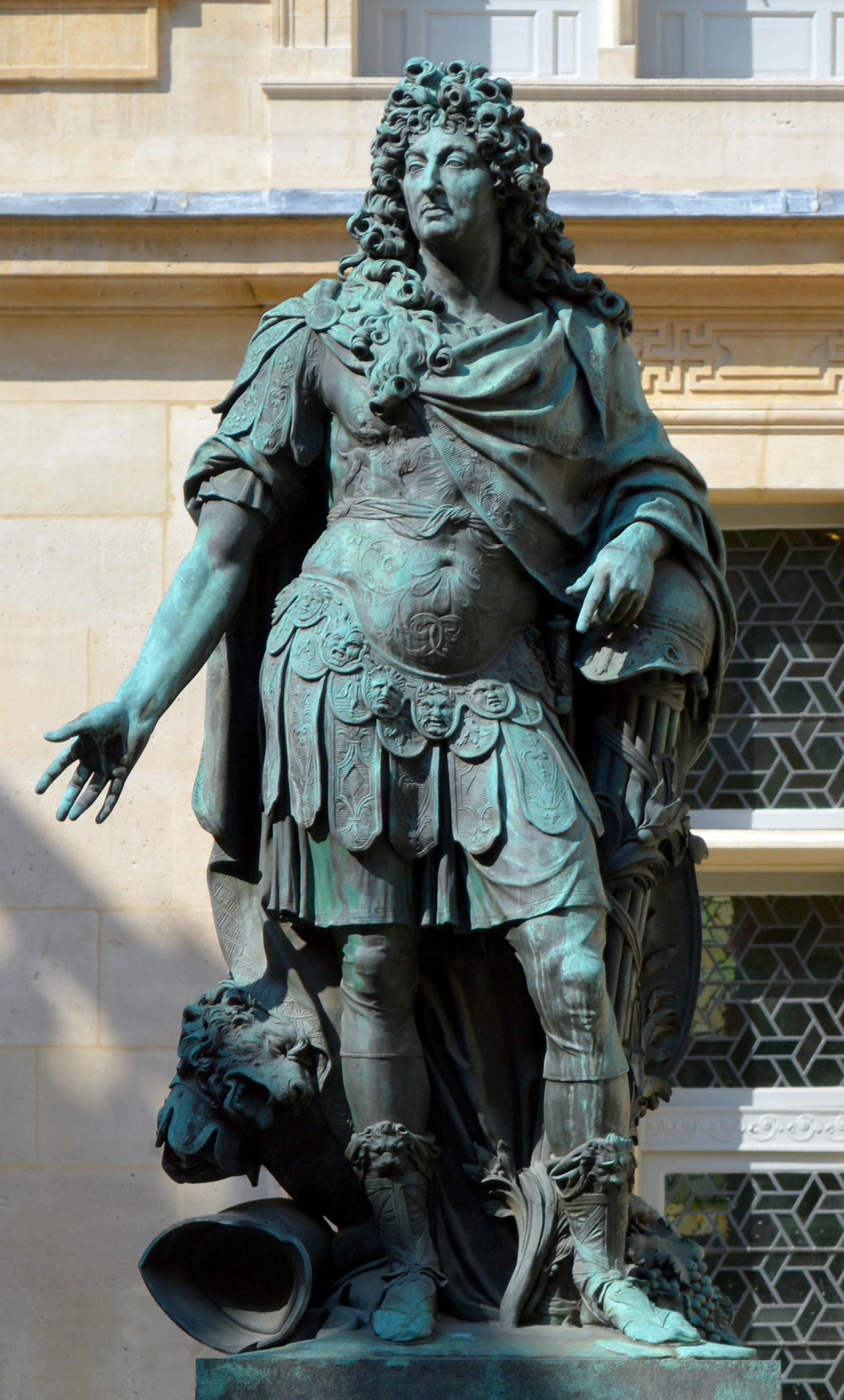
ルイ14世像。
コワズヴォ作、カルナヴァレ博物館蔵。

ルイ14世は「官僚王」(Rois Bureaucratie) と呼ばれるほど非常に政務に精励な国王だった。その生活は規則正しく、サン＝シモン公は『回想録』で「暦と時計があれば、遠く離れていても王が何をしているか言える」と述べている。身体強健であり、しばしば戦争に出陣した王の馬上姿は颯爽たるもので、自身も野戦攻城戦や閲兵式を好んだ。狩猟、祝祭そして恋愛といった何事にも精力的に打ち込み、一日中活動しても倦むことはなく、また他人にも同じことを強いた。名誉心が強く、彼の回想録には臣下はもちろん先王たちの名もほとんど登場せず、業績のことごとくが自らのものであったの如く書かれており、その態度をある歴史家は「ファラオ的傲慢」と評した。回想録で国王と議会との妥協によって運営されるイギリス政治を批判し、「決定は頭首のみに帰属し、肢体の役目は命令を執行することに過ぎない」と述べている。
人々から賞賛されることを好み、臣下たちは競って阿諛追従した。臣下には宮廷に常に出仕することを強い、出仕を怠った者には不機嫌な表情で「余はそのような者は知らぬ」と冷たい言葉を投げかけ、逆に出仕と追従に努める者には高価な下賜品と栄典が与えられた。
婦人に対しては貴婦人から身分の低い洗濯女に対してまで礼儀正しく、自分から帽子に手をふれて会釈をした。細事にまで気を配り、兵卒の訓練や家事にまで関心を持ち、疑い深くスパイを用い他人の手紙を平然と開封した。
サン＝シモン公は回想録で「ルイ14世は秩序と規律を望んだ」と述べ、フランス王家の伝統だった公式晩餐（公開食事、グラン・クヴェール）を死去する直前まで欠かさずに行い、ルイ14世は宮殿での礼拝はもちろんのこと単なる起床や飲料といった宮廷生活の細事ことごとくを厳粛な儀式と化させ、礼儀作法を複雑にして人々にそれを課し、彼らの立ち振る舞いをがんじがらめにした。ルイ14世の宮廷礼式の煩わしさを聞いたプロイセンのフリードリヒ2世は「（自分ならば）国王命令でもう一人国王をつくり彼にやらせるだろう」と言い、19世紀の批評家イポリット・テーヌはこのような常に人前にあらわれ、儀式ずくめの国王の宮廷生活を「俳優の仕事である」と評している。

### 出生を巡る俗説

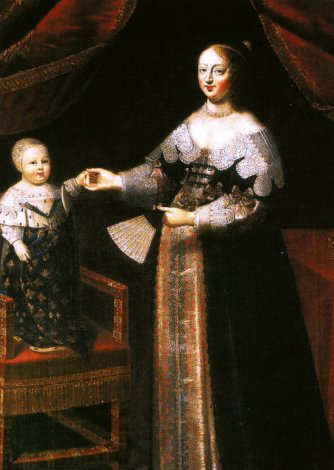
母后アンヌ・ドートリッシュと幼少のルイ14世
（作者不明、17世紀）

ルイ14世の出生には醜聞が付きまとった。実父については父王の宰相リシュリューとする説やアンヌ・ドートリッシュの摂政時代に宰相を務めたマザランであったとする説がある。こうした俗説が出回る背景には、ルイ13世とアンヌ・ドートリッシュの仲が長い間冷え切っていたという事情がある。アンヌ・ドートリッシュは美女として名高く、例えばイングランドのバッキンガム公爵ジョージ・ヴィリアーズが公然と言い寄ったこともあるほどだが、ルイ13世とは反りが合わなかった。ルイ13世は同性愛傾向が強かったともされている。ところがある日、狩りのため遠出したルイ13世は妻アンヌの城館の付近で悪天候に見舞われ、やむなくアンヌの城館に一夜の宿を請うたところ、その夜のことで生れたのがルイ14世であったとされる。
リシュリュー実父説は1692年にドイツのケルンで出版された『アンヌ・ドートリッシュの情事』と題された小説が出典であり、ヴォルテールの『ルイ十四世の世紀』で言及されたことでお墨付きが与えられてしまった。また、アンヌ・ドートリッシュとマザランが愛人関係にあったとする説も根強いが、少なくともアンヌがルイ14世を妊娠した1637年12月は、まだマザランがイタリアにいた時期であり、このマザランが父親という話の方も単なる噂話である。
またルイ14世の治世に実在した謎の囚人（いわゆる「鉄仮面」）の正体をルイ14世の兄弟とする説はドラ＝キュビエールという無名に近い作家の史話が初出であり、後にこの話をアレクサンドル・デュマがダルタニャン物語 の第3部『ブラジュロンヌ子爵』の題材とした。アメリカ映画『仮面の男』（1998年、主演レオナルド・ディカプリオ）はこの小説を原作にしている。

### 女性遍歴
少年時代のルイ14世は女性に関心を示さず、母后アンヌ・ドートリッシュを心配させるほどだったが、20歳頃の1658年に母后の侍女との最初の恋愛沙汰を起こし、結局その女性は修道院に送られている。青年期のルイ14世の恋愛相手はマザラン枢機卿の姪だった。マザランは貴族との縁組の駒として姪たちをフランスに呼び寄せており、ルイ14世はその一人のオリンピア・マンチーニに恋したが、彼女はすぐに嫁いでしまい、次いでマリー・マンチーニと交際するようになった。若いルイ14世は本気で彼女を愛してしまい、愛妾ではなく王妃として結婚しようとした。ピレネー条約によるスペイン王家との縁談がすすめられていた時期であり、摂政太后アンヌ・ドートリッシュとマザランは二人を無理に引き離し、結局ルイ14世は国家が要請するところのスペイン王フェリペ4世の王女マリー・テレーズ・ドートリッシュと結婚した。その後、マリー・マンチーニはイタリアのコロンナ伯ロレンツォ・オノフリオのもとへ嫁がされている。
王妃マリー・テレーズは信仰心に篤く慎ましい女性で王太子ルイ（グラン・ドーファン）をはじめとする6人の子を生んだが、ルイ14世が彼女を愛することはなかった。彼女はスペイン訛りが抜けずに正しいフランス語が話せず、会話でルイ14世を楽しませることができなかった。もっとも王妃を愛さなかったのはルイ14世に限ったことではなく、祖父のアンリ4世そして父のルイ13世ともに王妃とは不仲であった。先王たちと違いあからさまに不仲であった訳ではなく、1683年に王妃が死去した時、ルイ14世は「王妃が私に悲しみを与えたのはこれがはじめてだった」と嘆いたという。

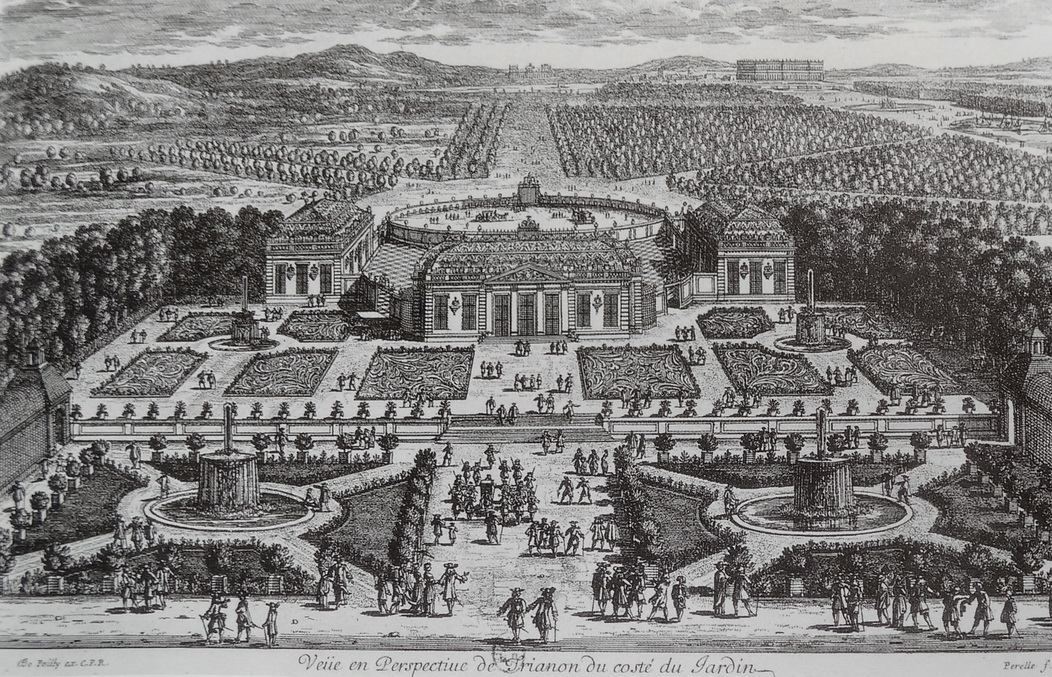
モンテスパン侯爵夫人のために造営された『磁器のトリアノン』（小トリアン陶磁宮殿）。ヴェルサイユ宮殿付属庭園内の離宮であり、磁器に覆われていたという南京の仏塔に着想を得た東洋趣味建築であった。

ルイ14世はルイーズ・ド・ラ・ヴァリエール、ド・ヴォージュール侯爵夫人、モンテスパン侯爵夫人、マントノン侯爵夫人、フォンタンジュ公爵夫人など多くの女性たちを寵愛した。これら著名な愛妾以外にも、女優や掃除女とのゆきずりの性的な関係もあった。多数の愛妾に囲まれ豪奢な宮廷生活を送ったルイ14世だが、これらの愛妾たちが政治に影響を与えることは全くなかったとする説があるが、マントノン侯爵夫人は熱心なカトリック信者で王を信仰の道に目覚めさせ、プロテスタント弾圧など政治に関与したとの説もある。サン=シモン公は色恋を宮廷内にとどめ、公の問題には持ち込まなかったルイ14世の態度をもって「多情であるが、偉大な魂の持ち主だった証拠」と評している。
1661年の夏、ルイ14世は、かつて革命で処刑されたイングランド王のチャールズ1世の王女で、王弟オルレアン公フィリップの公妃アンリエット・ダングルテールに魅かれ、フォンテーヌブロー宮殿の森で密会を重ねた。22歳の王と17歳のオルレアン公妃は、ルイ14世の父ルイ13世がアンリエットの母ヘンリエッタ・マリア・オブ・フランスの兄にあたる従兄妹であり、今では義理の兄妹だった。フォンテーヌブローでの若き王の振る舞いは、王妃マリー・テレーズや王弟フィリップも知るところとなり、アンリエットがその当時のイングランド王チャールズ2世の実妹なだけに、母后アンヌ・ドートリッシュを「せっかく築きあげた（王妃の、そしてアンヌ自身の実家でもある）スペインとの同盟がご破算になったら...」と心配させる事態になる。自分との不倫をカムフラージュしようとアンリエットは同い年の侍女ルイーズ・ド・ラ・ヴァリエールを王の偽の相手役としたところ、皮肉にも王はルイーズに心変わりしてしまい、スキャンダルが大事になる前に収まった。ルイ14世はルイーズを深く寵愛し、1664年にヴェルサイユ宮で催された大祝典『魔法の島の歓楽』は彼女に捧げられたものとされる。3人の子をもうけたルイーズだが、敬虔な彼女は王妃に対する罪にさい悩まされ二度も修道院に身を隠す騒ぎを起こしている。やがて、国王の寵愛がモンテスパン侯爵夫人に移るとルイーズは1674年に宮廷を辞して修道院に入った。
モンテスパン侯爵夫人は名門貴族の出身で王妃の侍女を務めていた。人目を惹く妖艶な美女で、大変な野心家だったという。彼女はルイーズ・ド・ラ・ヴァリエールに取り入ってルイ14世に近づく機会を得て、1667年から寵愛を受けるようになった。ルイ14世は彼女のために小トリアノン陶磁宮殿をつくらせ、彼女のための浪費は他の寵姫たちのそれとは比べ物にならなかった。モンテスパン侯爵夫人は8人の子を生み、およそ10年間にわたり王妃をしのぐ権勢で宮廷に君臨した。
1679年からルイ14世はマリー・アンジェリク・ド・フォンタンジュを寵愛するようになった。彼女は若く美しい女性だったが知性には欠けていた。彼女は1680年に子を生み、フォンタンジュ公爵夫人の称号を与えられるが産後は体調を崩してしまう。ルイ14世の寵愛がマントノン夫人に移ったこともあり、宮廷を辞して修道院に入り1681年に20歳の若さで死去している。
これ以前の1679年に黒ミサ事件が世を騒がせていた。毒殺事件に関与したとして堕胎や媚薬の販売を行なっていた魔術師ラ・ヴォアザンが逮捕され、彼女のもとで「黒ミサ」と呼ばれる奇怪な儀式が行われていたことが明らかになった。多くの貴族が彼女の顧客となり、その中にはモンテスパン侯爵夫人もおり、支配階級にも及ぶ大醜聞事件となった。フォンタンジュ公爵夫人の急死はモンテスパン侯爵夫人の毒殺によるものとの噂が立てられ、さらにはラ・ヴォアザンの娘がモンテスパン侯爵夫人はフォンタンジュ公爵夫人だけではなく国王の毒殺まで謀っていたと証言する。検察が早々に裁判を打ち切ってことは止み沙汰になったが、これを期にルイ14世はモンテスパン侯爵夫人を遠ざけるようになり、無視と軽蔑に耐えながらなお数年間宮廷にとどまっていた彼女が遂に修道院入りを決意すると王は喜んで彼女を送り出したという。
マントノン夫人は詩人ポール・スカロンの未亡人であり、モンテスパン侯爵夫人の子供たちの養育係を務めていた。美人ではないが教養のある知識人で控えめな女性だった彼女にルイ14世は関心を持ち寵愛するようになり、侯爵夫人の称号を与えた。1683年7月30日に王妃マリー・テレーズが世を去り、それから程ない同年10月9日頃にルイ14世はマントノン侯爵夫人と秘密結婚をした。この時、ルイ14世は46歳、マントノン侯爵夫人は3歳年上の49歳であり、王は若さや美しさとは別の点で彼女を愛していたと考えられ、この後、王の女性遍歴は止むことになった。

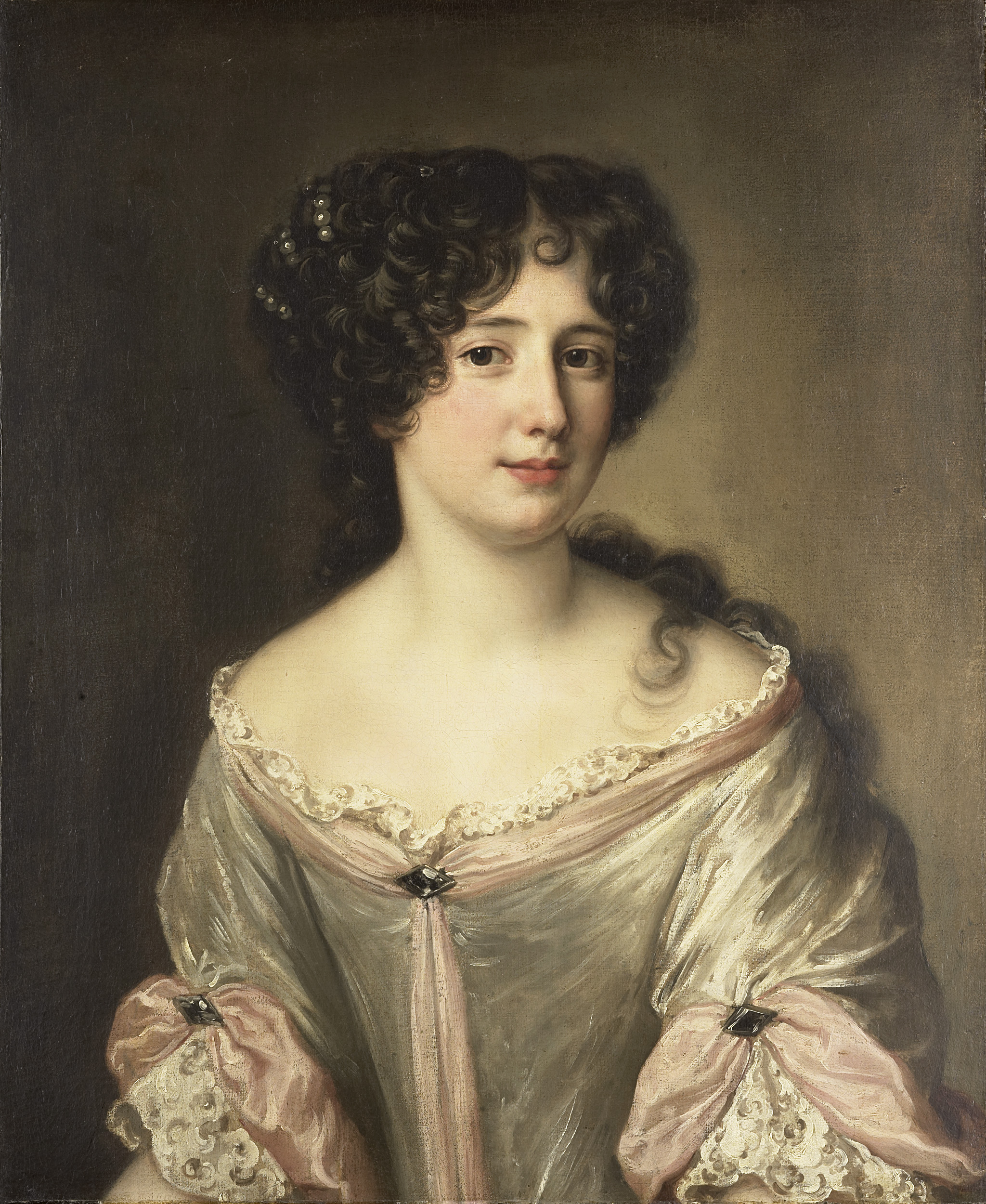
マリー・マンチーニ Jacob Ferdinand Voet画
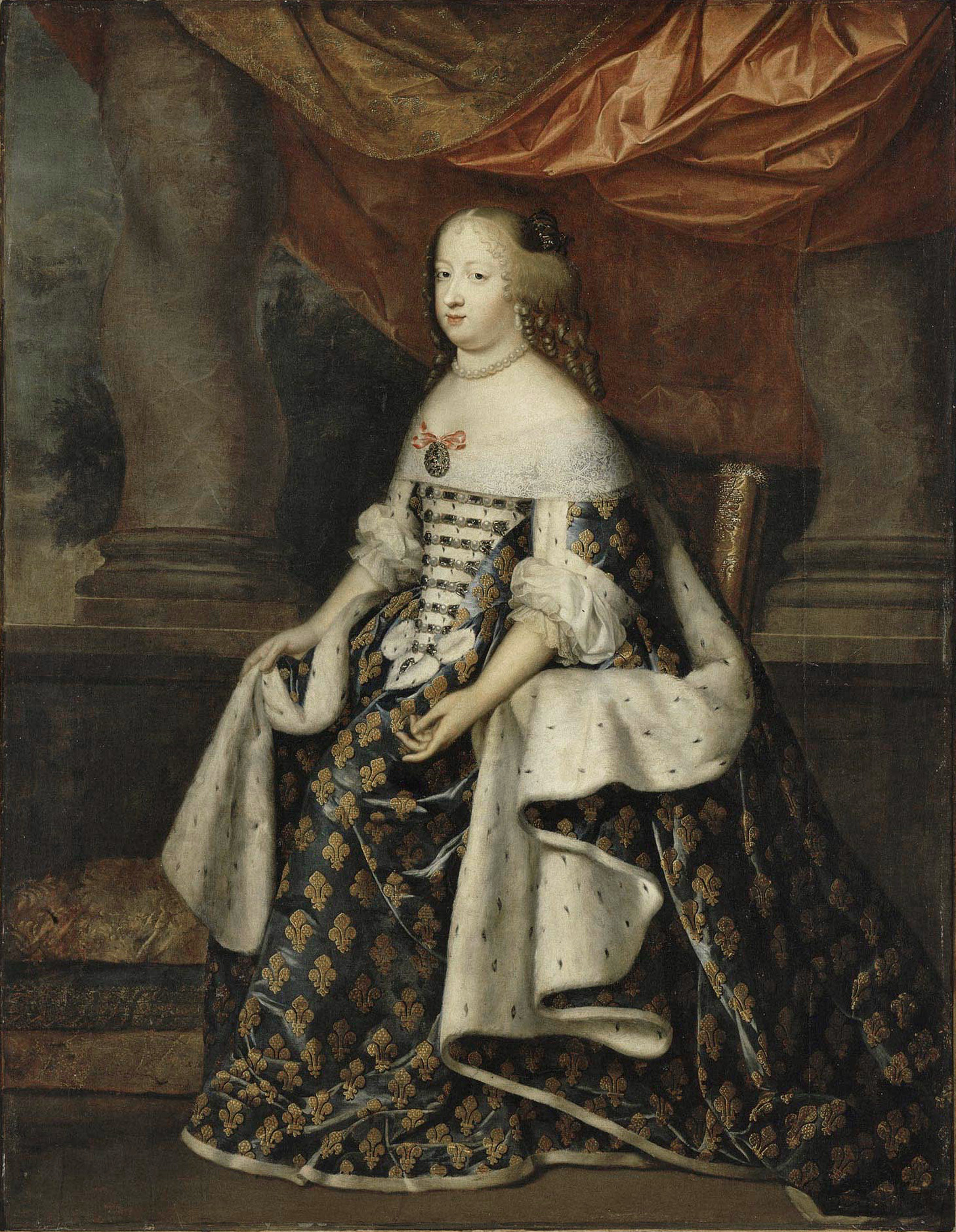
王妃マリー・テレーズ 1660年頃
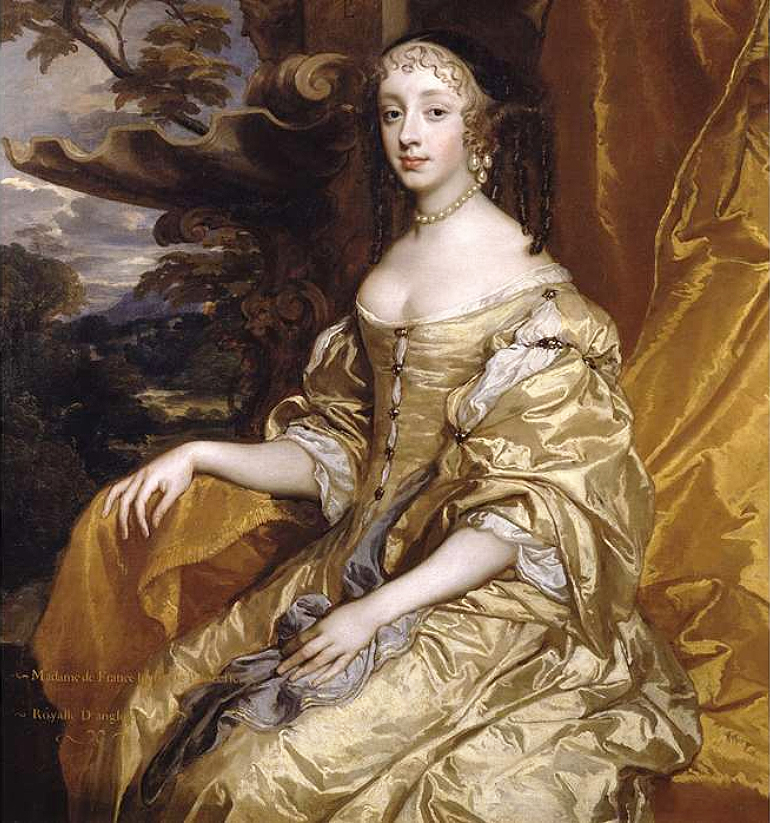
ヘンリエッタ・アン・ステュアート ピーター・レリー 画
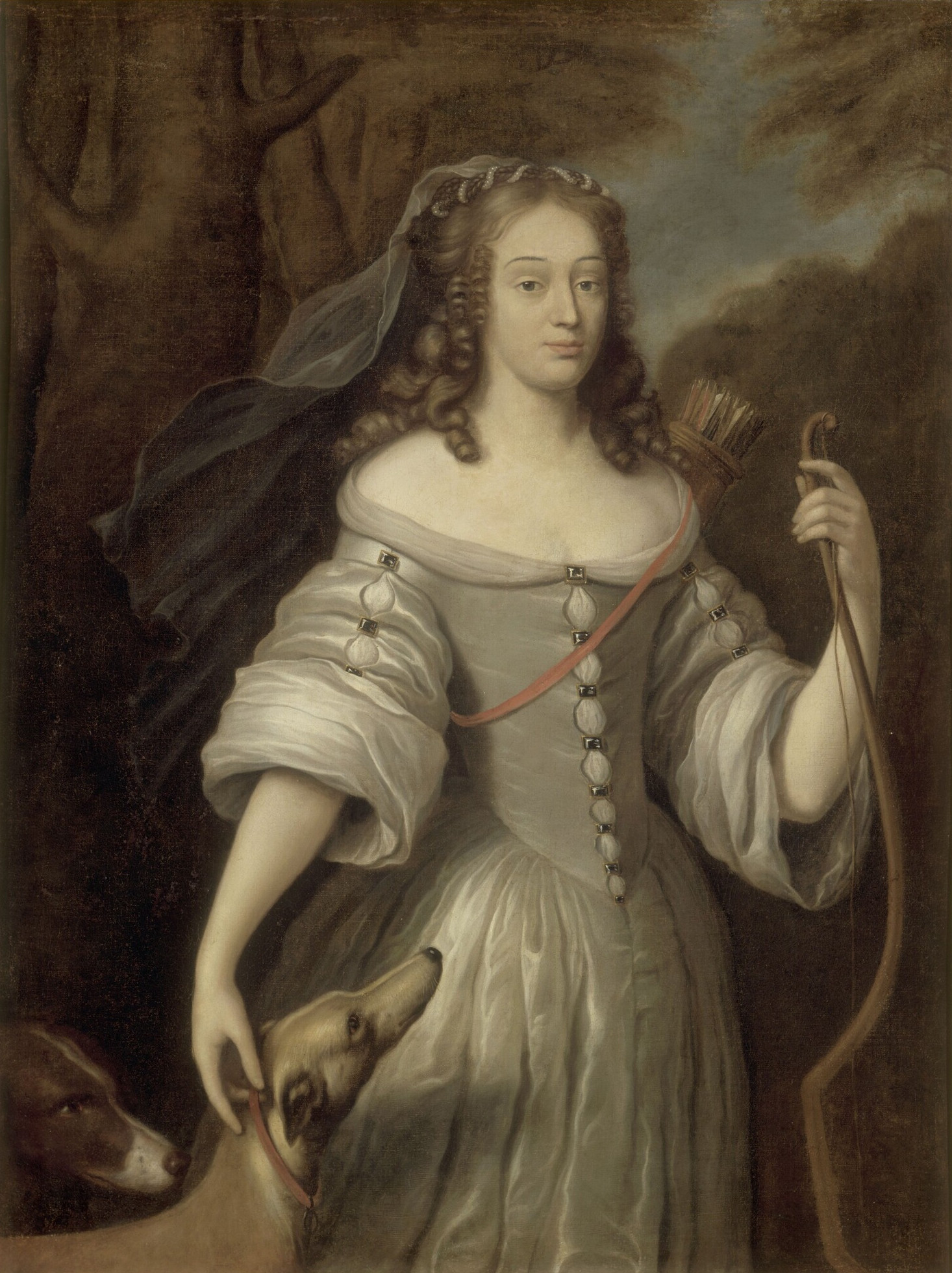
ルイーズ・ド・ラ・ヴァリエール Claude Lefebvre画 1667年
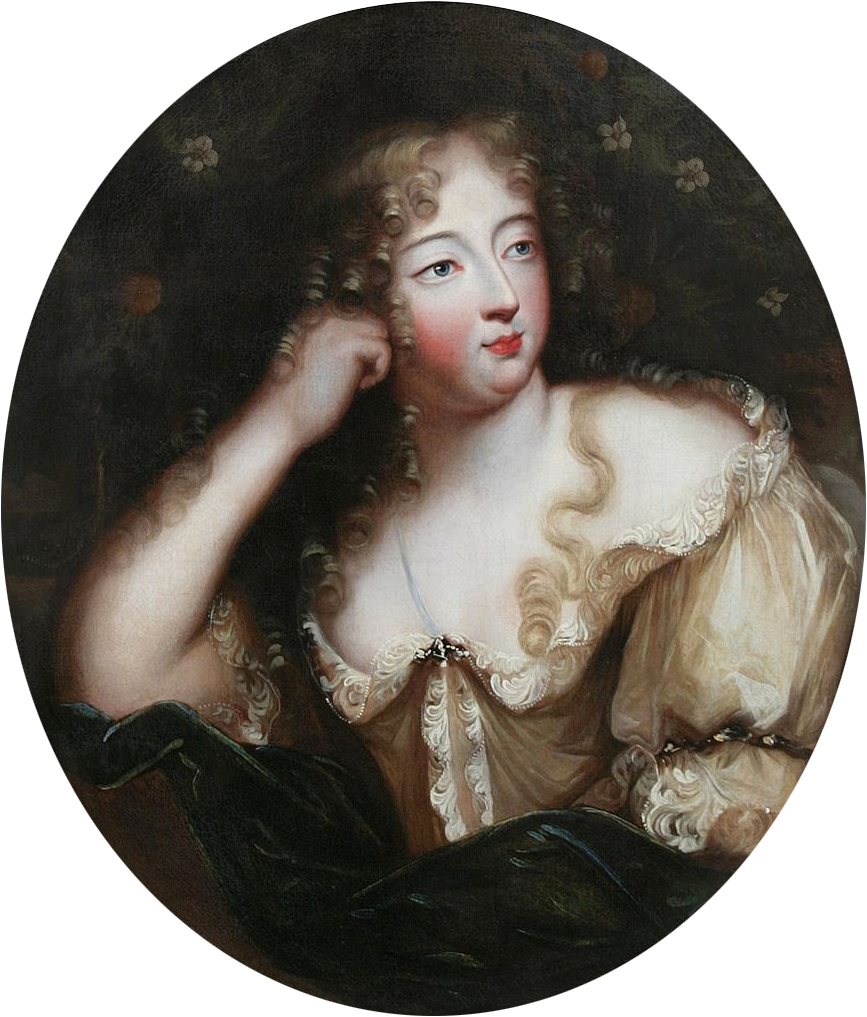
モンテスパン侯爵夫人 Jean Petitot画、1670年頃
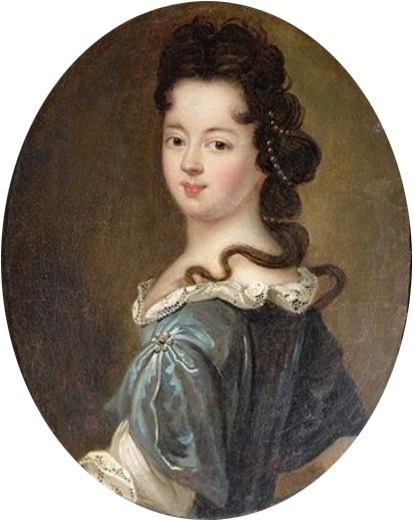
フォンタンジュ公爵夫人 作者不明
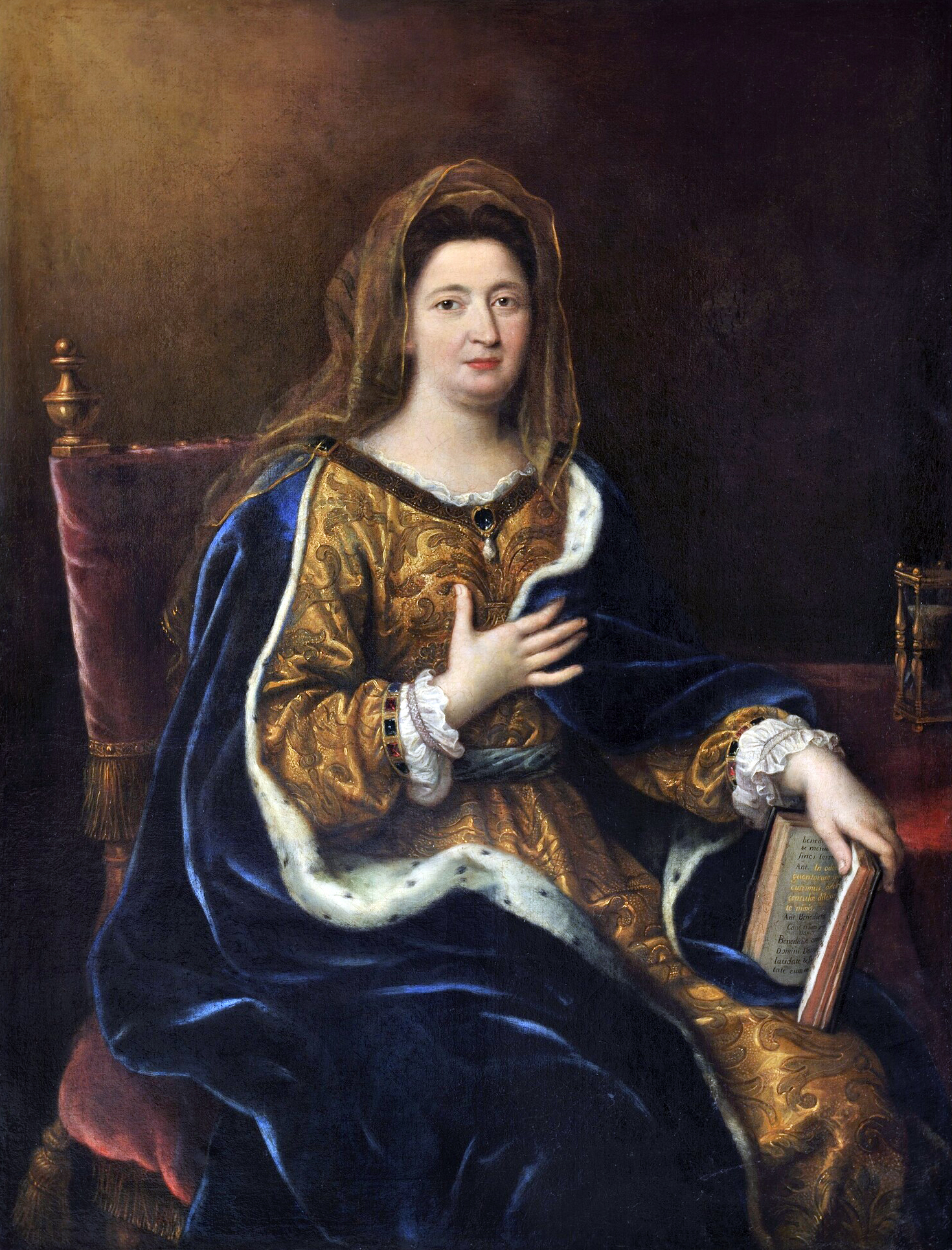
マントノン侯爵夫人 ピエール・ミニャール 画 1694年頃

### 逸話
バレエと太陽王

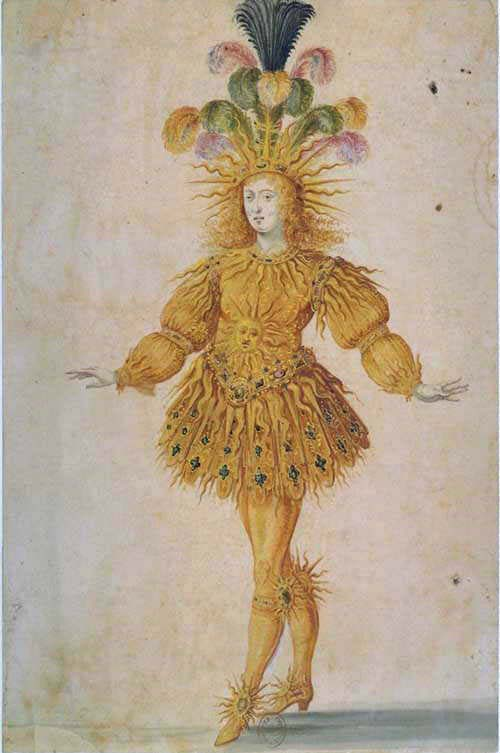
アポロ（太陽）に扮したルイ14世

フランスには、1533年にイタリアからカトリーヌ・ド・メディシスによりバレエが持ち込まれ、宮廷において盛んに上演された。ルイ14世が5歳で即位した時にも、5時間に及ぶ盛大なバレエが催され、ルイ14世自らも出演した。ルイ14世はバレエに魅せられ、バレエを奨励していた。本人も1651年に15歳で舞台デビューし、王立舞踏アカデミーを創立した。バレエが現在のようなダンスとして体系づけられたのは、彼の時代の功績である。「太陽王」の異名も、元はバレエで太陽（太陽神）に扮したことから生まれた。ルイ14世は高いヒール靴を好み、奨励したことでも知られる。美しい脚線美を維持するためにヒール靴を着用している様子は、彼の全身を描いた肖像画にも描かれている（その後、きついバレエシューズによって小さくなった足が貴族の証とされていくようになる。アレクサンドル・デュマの『三銃士』にも、それが描写されている場面がある）。ルイ14世は1670年に舞台を引退した。
1698年にルイ14世が導入したダンサーの年金制度は、フランス最古の年金制度の一つであり、2019年現在もなお存続している。
歯抜けの太陽王
ルイ14世は、侍医アントワーヌ・ダカンの主張する「歯はすべての病気の温床である。歯を抜けば健康になる」という説に基づき、12回にわたる手術の末、全ての歯を抜歯された。しかも当時は麻酔が無いため、全て無麻酔にて行なわれ、抜歯後は真っ赤に焼けた鉄棒で歯茎を焼灼し消毒した。その後、歯の無いルイ14世は、約8時間以上掛けてくたくたになるまで煮込んだホロホロ鳥や雉などしか食べられなくなったが、大食いの癖は直らず、常に胃腸の調子が悪くトイレにも頻繁に駆け込んだ。時にはトイレから臣下たちに命令を下すこともあったという。こうしたルイ14世に憧れたのか、ある臣下は下痢でもないのにトイレに座りながら仕事をする者も現れた。余りにもトイレに行く回数が多かったため、ルイ14世の衣服にも悪臭が染み付いてしまっていた。そのため臣下たちは、香水を染み込ませたハンカチを鼻に当てながら閣議に臨んでいたという。
かつらと太陽王
バロック・ロココ時代のヨーロッパの王侯貴族たちの間でのかつらを着用する習慣があり、1658年に病のために毛髪の大部分を失ったルイ14世もこれを着用するようになった。これには背丈を水増しする効果もあった。ルイ14世の身長は160センチ程度しかなく、王としての威厳を演出するためにも背を高く見せようとした。そのため上述のようにハイヒールを好んだのだが、それでも十分ではなくかつらで髪を盛り上げ大きな姿を演出した。

## 評価

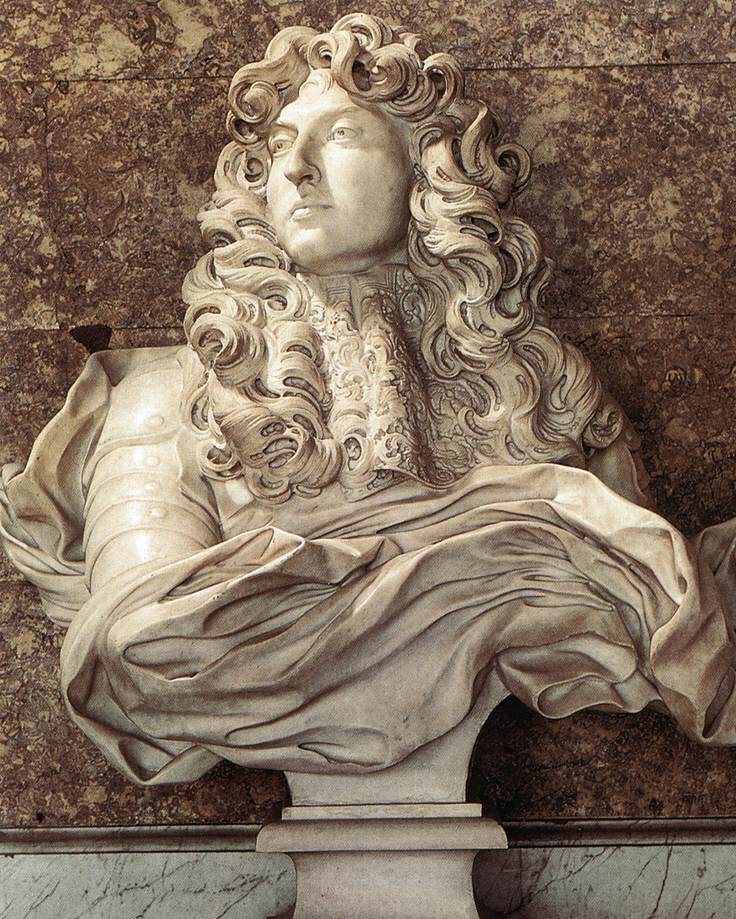
ルイ14世胸像。
ベルニーニ作、1665年、ヴェルサイユ宮殿蔵。

ルイ14世時代の史料は膨大にあるが、歴史家たちから頻繁に引用されてきたのがサン＝シモン公の『回想録』である。サン＝シモン公はルイ14世と同時代に生きた貴族で、ヴェルサイユ宮殿に居室を与えられて晩年のルイ14世に仕え、ルイ15世の治世初期には摂政諮問会議にも加わっている。『回想録』で彼は宮廷の日常や政治事件について考察や批評を綴った。ときに辛辣な記述もあり、サン＝シモン公はこの『回想録』の公刊を意図していなかったが、フランス革命後の1829年に後継者たちによって出版された。雑文家から優れた歴史家にまで利用されてきたサン＝シモン公の『回想録』だが、必ずしも信用に足る内容ではないとの指摘もある。
18世紀の啓蒙主義を代表する思想家のヴォルテールは1751年に『ルイ14世の世紀』を公刊した。ヴォルテールは当時の政府に対する不満もあって、ルイ14世の偉業に魅せられた。彼は歴史上の偉大な5人の人物にペリクレス、アレクサンドロス大王、カエサル、ロレンツォ・デ・メディチそしてルイ14世の名を挙げ、その中でもルイ14世をもっとも偉大な人物とし、彼の治世を「大世紀」（グラン・シエクル）と称えた。
フランス革命以降の19世紀は王を暴君と見なす世評が支配的となった。アンシャン・レジームの煩瑣な宮廷生活は時代遅れな軽蔑されるべきものと見なされ、王への滑稽な追従話や愛人スキャンダルばかりが取り上げられた。歴史家たちはヴェルサイユ宮殿造営を浪費と捉え、財務卿フーケの処断やプロテスタント弾圧そして幾多の戦争は誤りであったと後知恵的解釈から批判した。大著『フランス史』を著した歴史家ジュール・ミシュレは特にプロテスタント迫害の非道さを克明に描写して非難しており、この時代を来たる大革命への予兆としたが、その征服活動は評価している。1873年に発行されたピエール・ラルースの『汎用大事典』のルイ14世の評価は辛辣極まり、フランスに大災厄をもたらした戦争の動機はルイ14世の虚栄心・思い上がり・怨恨・私利私欲にあり、彼の政治・閨房・宗教・家族すべての決断の背後にあったのはエゴイズムであると断じている。共和主義歴史家のエルネスト・ラヴィスも20世紀初頭に出版された『起源から革命までのフランス史』のルイ14世の治世の個所で戦争と常軌を逸した浪費、財政制度の欠陥、ナント勅令の廃止を批判し、領土拡大は評価したがベルギー併合に失敗したことを厳しく非難し、やはり共和政への必要な過程としかとらえなかった。
20世紀に入るとこのようなイデオロギー的誹謗への反動からルイ14世を擁護する論調も現れ、ルイ・ベルトランの『ルイ一四世』（1922年）やより学術的なピエール・ガクソットの『ルイ一四世のフランス』（1946年）がこの流れの代表的な文献である。第二次世界大戦後は単なる当時の逸話の面白おかしい解釈から脱して、さまざまな視点のルイ14世の伝記やヴェルサイユ宮殿の研究が出版され続けている。

## 子女

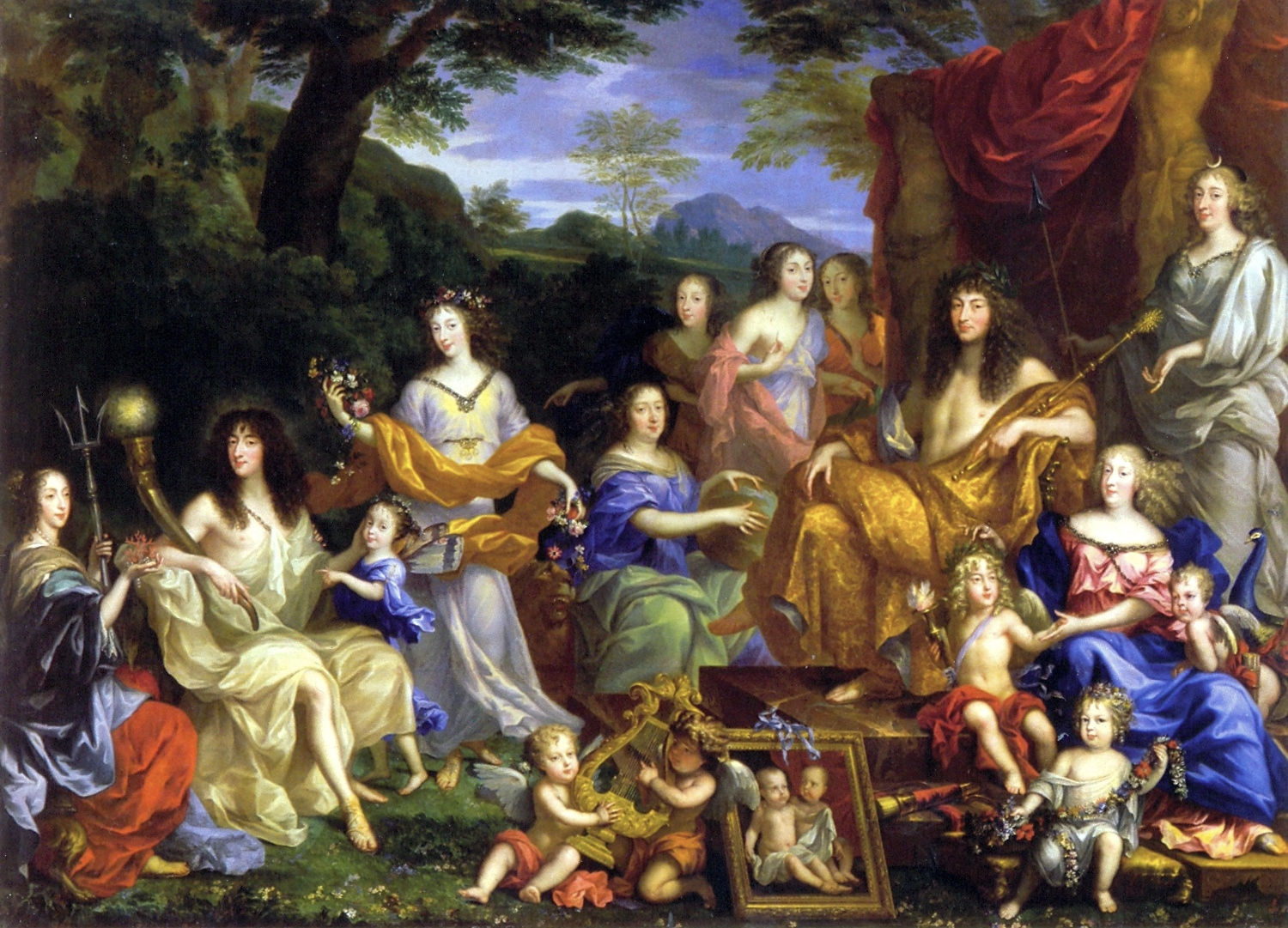
ルイ14世の家族。
ジャン・ノクレ画、1670年。

王妃マリー・テレーズ・ドートリッシュとの間には3男3女が生まれたが、長男を除いて夭逝した。
- ルイ（1661年 - 1711年） - 王太子。グラン・ドーファンと呼ばれる。ルイ15世の祖父、スペイン王フェリペ5世の父。
- アンヌ・エリザベート（1662年）
- マリー・アンヌ（1664年）
- マリー・テレーズ（1667年 - 1672年）
- フィリップ・シャルル（1668年 - 1671年） - アンジュー公
- ルイ・フランソワ（1672年） - アンジュー公

寵姫ルイーズ・ド・ラ・ヴァリエールとの間には3男1女が生まれた。
- シャルル（1663年 - 1666年）
- フィリップ（1665年）
- マリー・アンヌ（1666年 - 1739年） - 第一ブロワ令嬢、コンティ公ルイ・アルマン1世と結婚。
- ルイ（1667年 - 1683年） - ヴェルマンドワ伯

寵姫モンテスパン侯爵夫人との間には7子が生まれた。
- 不明（1669年 - 1672年）
- ルイ・オーギュスト（1670年 - 1736年） - メーヌ公
- ルイ・セザール（1672年 - 1683年） - ヴェクサン伯
- ルイーズ・フランソワーズ（1673年 - 1743年） - ナント令嬢、コンデ公ルイ3世と結婚。
- ルイーズ・マリー（1674年 - 1681年） - トゥール令嬢
- フランソワーズ・マリー（1677年 - 1749年） - 第二ブロワ令嬢、オルレアン公フィリップ2世と結婚。
- ルイ・アレクサンドル（1678年 - 1737年） - トゥールーズ伯